# Visszatükrözés

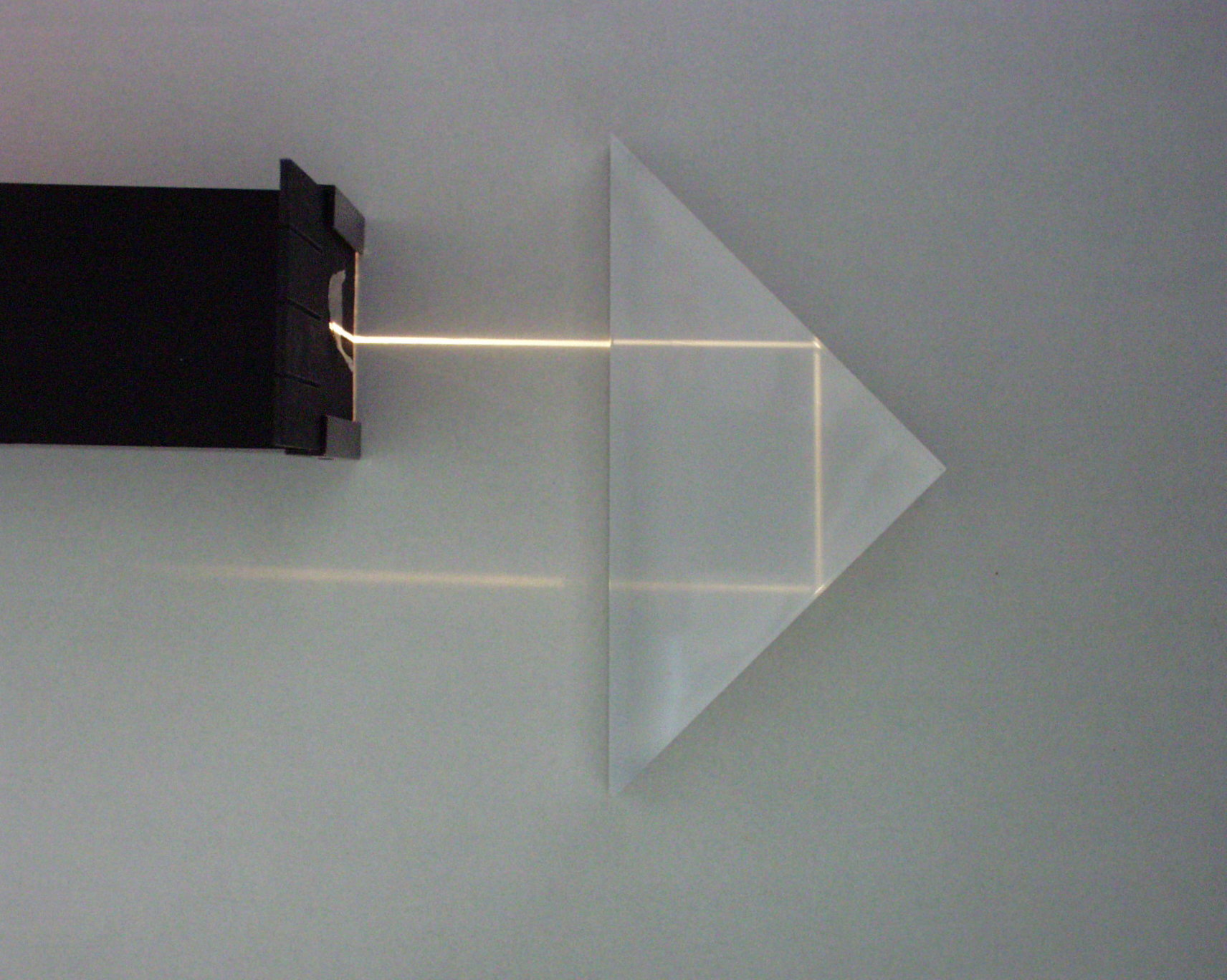

A visszatükrözés (retroreflexió) az a jelenség, melynek során a beeső hullám (fény, radarhullám, hanghullám stb.) nagy része a beesés szögétől függetlenül a beesés irányával ellentétes irányba verődik vissza. Számos területen felhasználják annak érdekében, hogy a hullámforrás által kibocsátott hullámok minél nagyobb részét a hullámforrás felé verjék vissza, hogy a visszavert hullám jól érzékelhető legyen.

## Létrejöttének és létrehozásának módjai

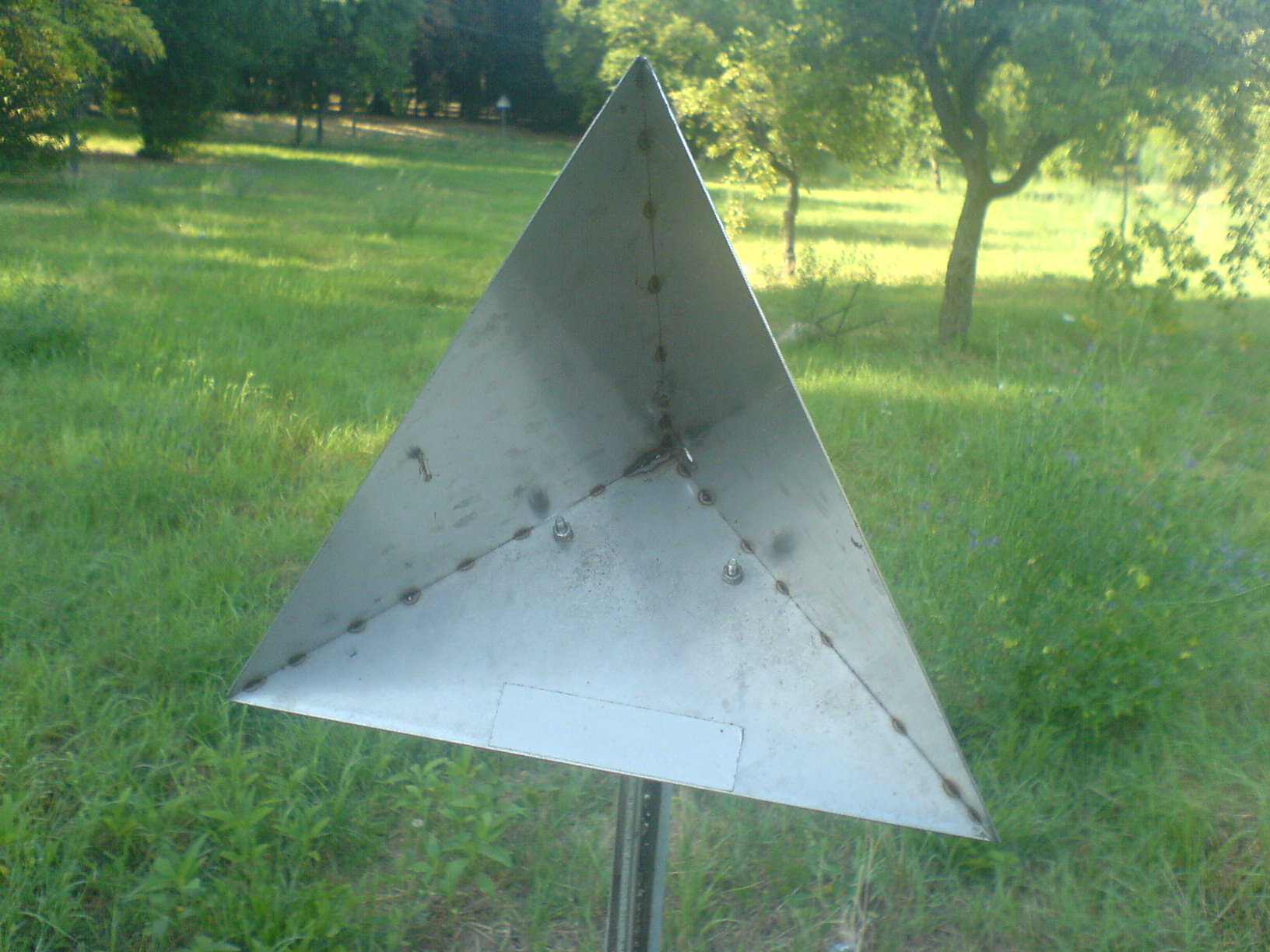
Sarokreflektor

A visszatükrözés többféle módon is létrehozható, illetve a természetben többféle módon is létrejöhet.

### Sarokreflektor
A sarokreflektor három olyan síklapból áll, amelyek egymásra merőlegesek és az adott hullámokat a (szabályos) visszaverődés törvényei szerint verik vissza (pl. fényhullám esetén). A visszaverődés törvényei alapján belátható, hogy a beeső hullámok a sarokreflektor lapjain visszaverődve mindig a beesés irányával párhuzamosan, a hullámforrás felé verődnek vissza.
Mivel a sarokreflektor működése a szabályos visszaverődésen alapul, a felületnek kellően simának kell lennie (különben diffúz visszaverődés jönne létre). Ez a gyakorlatban akkor teljesül, ha a felület egyenetlenségei a hullámhossznál lényegesen kisebbek. Ennek megfelelően hanghoz és radarhullámokhoz kellően sima felületű lehet egy közönséges fémlap, fényhullámokhoz készített sarokreflektorhoz azonban tükörsima lapok szükségesek.

### Hármasszöglet (prizma)

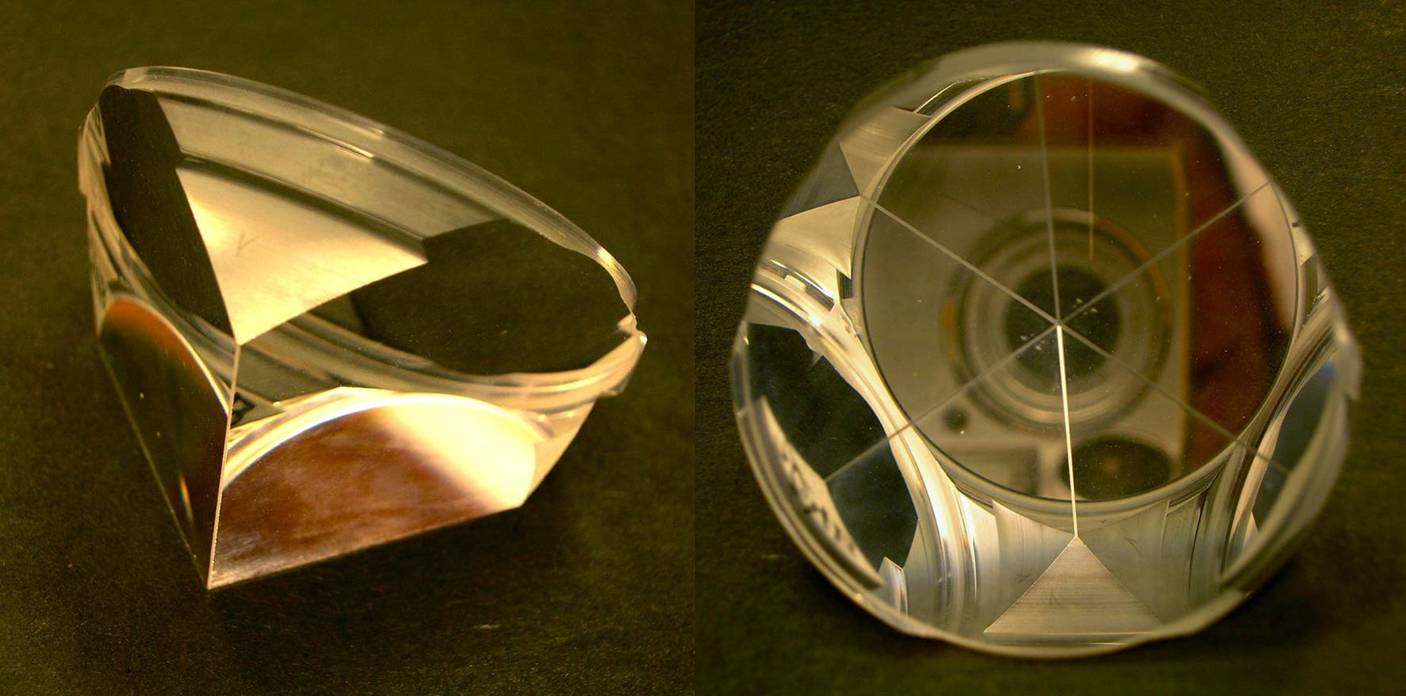
Hármasszöglet

Mivel a legjobb minőségű tükrök is csak a fény 95 százalékát
verik vissza, ezért a fény visszatükrözéshez síktükrök helyett gyakran a teljes fényvisszaverődést kihasználó hármasszögletet használják. Ez egy átlátszó anyagból (többnyire üvegből, esetenként műanyagból) készült optikai eszköz. Alakja általában olyan szabályos háromszög alapú gúla, amelynek oldallapjai egyenlő oldalú derékszögű háromszögek. (Néha a könnyebb rögzíthetőség érdekében az alaplapon fekvő csúcsokat csonkolják.)
A hármasszöglet alaplapjára megközelítőleg merőlegesen beeső fény a teljes visszaverődés miatt a hátsó, egymással derékszöget bezáró lapokon a sarokreflektornál látott módon visszaverődik, és végül az alaplapon áthaladva mindig a beesés irányával párhuzamosan, a hullámforrás felé verődik vissza.

### Fényvisszatükrözés gömbfelületen

Visszatükrözés gömbben

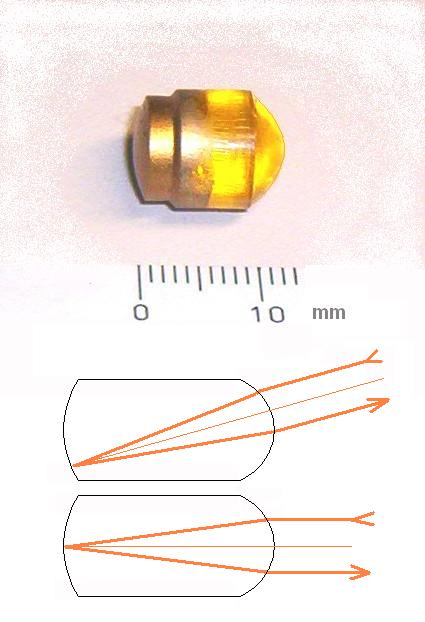
„Macskaszem”

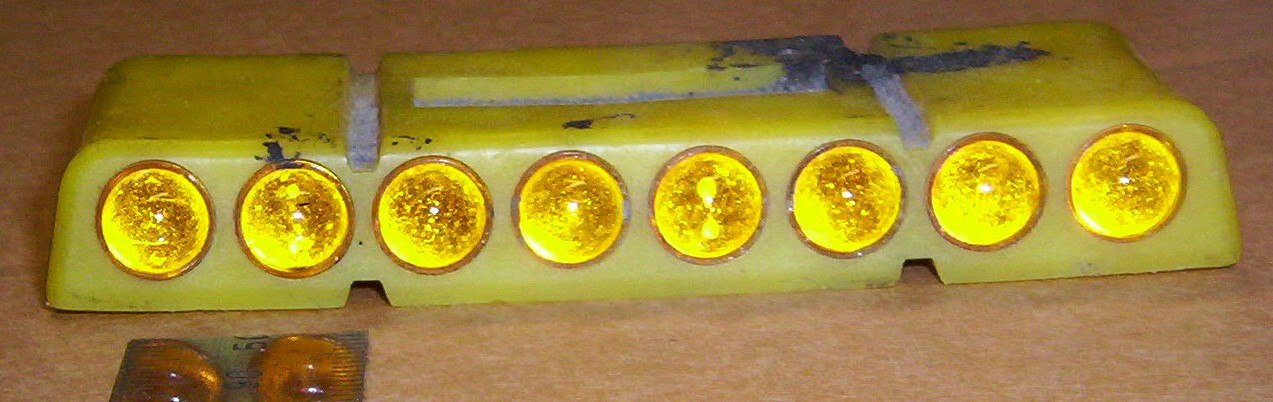
„Macskaszemek” védőburkolatban

Ha egy átlátszó anyagból készült gömb törésmutatója n = 2, és a megvilágított oldalával szemközti része tükröző felülettel van bevonva, vagy fényvisszaverő felület van mögötte, akkor a rá eső fény nagy részét ez a rendszer is a fényforrás felé tükrözi vissza. Ha ugyanis a beeső fény a rajz szerint halad a gömb belsejében, akkor létrejön a visszatükrözés. Ilyenkor az α és a β szögekre teljesül, hogy
{\displaystyle \alpha =2\beta \,\!}
{\displaystyle \sin \alpha =\sin 2\beta \,\!}
{\displaystyle \sin \alpha =2\cdot \sin \beta \cdot \cos \beta \,\!}
{\displaystyle {\frac {\sin \alpha }{\sin \beta }}=2\cdot \cos \beta \,\!}
{\displaystyle n=2\cdot \cos \beta \,\!}
Ha a β szög elég kicsi, akkor cos β ≈ 1, ezért a törésmutatóra teljesül, hogy
{\displaystyle n=2\,\!}
Azok a fénysugarak, amelyekre nem teljesül a cos β ≈ 1 feltétel, nem a beeső fénnyel párhuzamosan lépnek ki a gömbből. Ha ezeknek a sugaraknak a visszatükrözésére is szükség van, akkor például a hátsó visszaverő felület görbületét módosítani kell. (Lásd például macskaszem!)
Az n = 2 törésmutatónál a hátsó falon létrejövő diffúz fényvisszaverődés sem okoz problémát, mert a visszaverődés helyéről kiinduló, a beesési merőlegessel legfeljebb β szöget bezáró fénysugarak szintén a beeső sugárral párhuzamosan lépnek ki a gömbből.

### Macskaszem
A macskaszem egy átlátszó anyagból (többnyire üvegből vagy műanyagból) készült, néhány milliméter átmérőjű hengeres test, melynek véglapjai domborúak. Az egyik véglapon általában tükröző bevonat van. A felületek kialakítása olyan, hogy a beeső fény nagy részét a macskaszem a fényforrás felé veri vissza. A macskaszemet Percy Shaw feltaláló szabadalmaztatta 1934-ben.
A macskaszemeket megfelelő védőburkolatba ágyazva általában útfelületekbe építik be. Jelölni lehet velük például az út középvonalát, a záróvonalat, a megállás helyét stb.
A magyar nyelvben a macskaszem elnevezést (a fentiektől eltérően) a hármasszögletekből mozaikszerűen felépülő fényvisszaverő eszközök megnevezésére is használják. Ezekről lásd még a Fényvisszaverő prizmák a közlekedésben szakaszt!

### Természetben

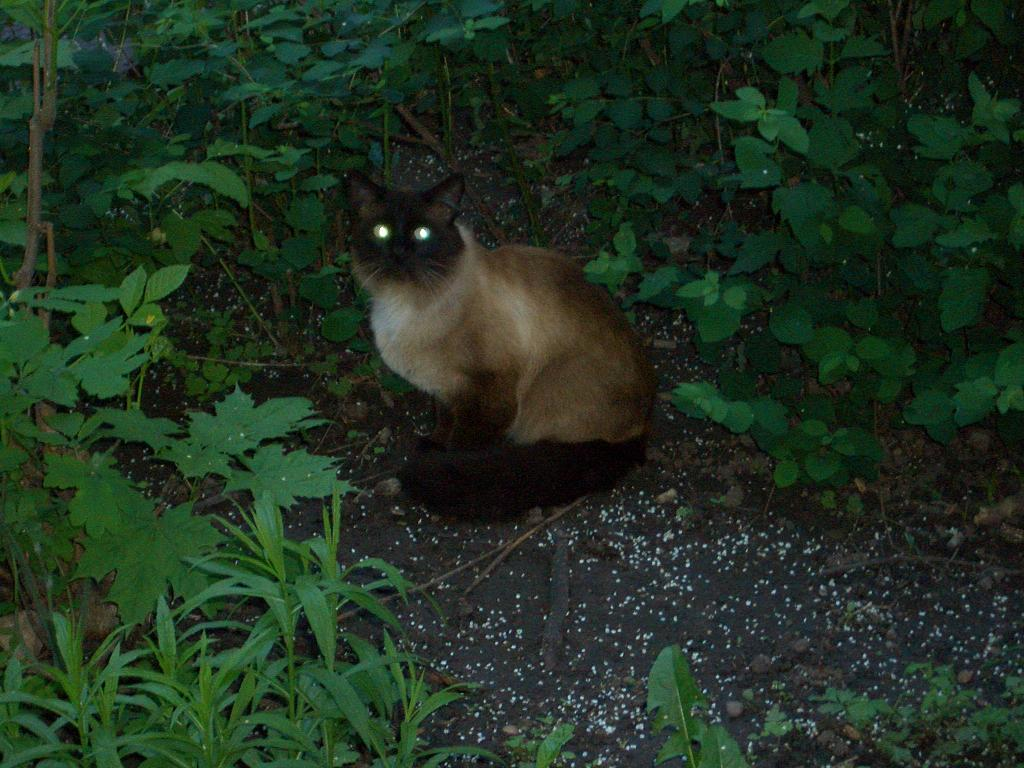
Macska szeme sötétben

Néhány (elsősorban éjszakai életmódot folytató) állat szemében a retina mögött egy különleges fényvisszaverő réteg található, ennek latin elnevezése Tapetum lucidum. Az állat szemébe jutó fény erről a rétegről visszaverődik, a fény így kétszer halad át a retinán. Emiatt a fényérzékelő sejteket megközelítőleg kétszer annyi fényinger éri, ezért ezek az állatok jobban látnak a sötétben. Nappal az erősen (gyakran keskeny réssé) összehúzható pupilla védi meg az ilyen állatok szemét a túl sok fénytől.
A tapetum lucidum által visszavert fényt az állat szeme a fényforrás felé tükrözi vissza, így az éjszakai fényben ezeknek az állatoknak a szeme világít. A legismertebb ilyen állatok a macskák, ezért kapta az előző szakaszban szereplő optikai eszköz a macskaszem elnevezést.
A személyekről villanófénnyel (vakuval) készített fényképeken megfigyelhető vörösszem effektus szintén hasonló jelenség. Ezt a gyenge megvilágítás miatti tág pupillán keresztül a retinára beeső fény visszatükrözése okozza. (A pupilla a vaku villanásakor nem képes összehúzódni, így a pupilla a kép elkészülésének idején viszonylag tág marad. A vörös színt a retinát sűrűn behálózó erekben található vér okozza.)

## Alkalmazásai

### Radarvisszaverő eszközök
A hajók, repülőgépek és helikopterek navigációjának megkönnyítésére megfelelő pontokon (akadályoknál, az útvonal egyes pontjain, leszállóhely pontjain stb.) gyakran helyeznek el olyan eszközöket, amelyek a fedélzeti radarokból érkező jeleket (radarhullámokat) a jármű felé verik vissza. Erre a célra elsősorban fémlemezekből kialakított sarokreflektorokat használnak.
Hajókon és légijárműveken szintén elhelyeznek ilyen visszatükrözést biztosító eszközöket, ezzel biztosítva, hogy más járművek fedélzeti radarjai könnyebben észlelhessék őket.

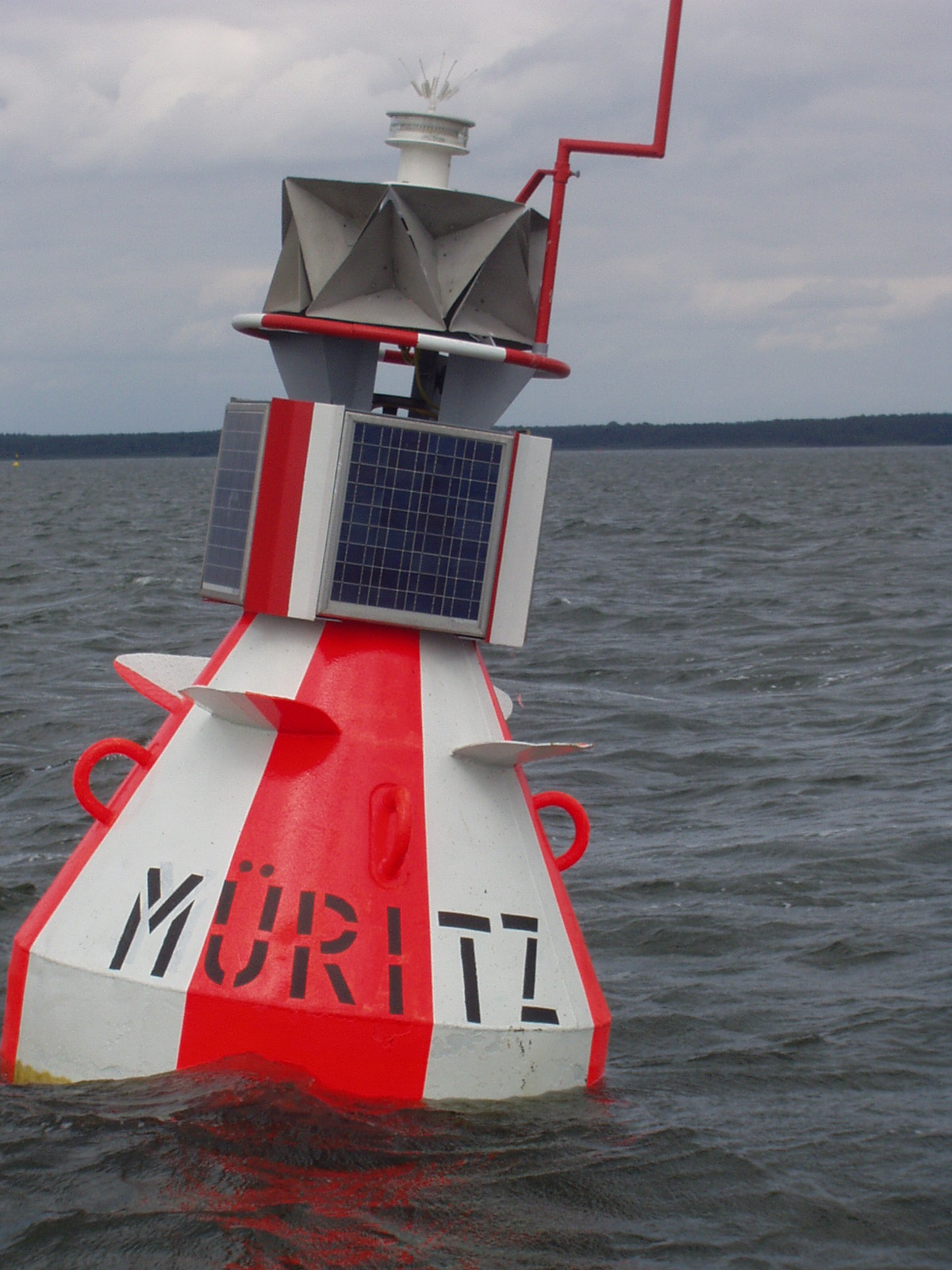
Sarokreflektorok bóján
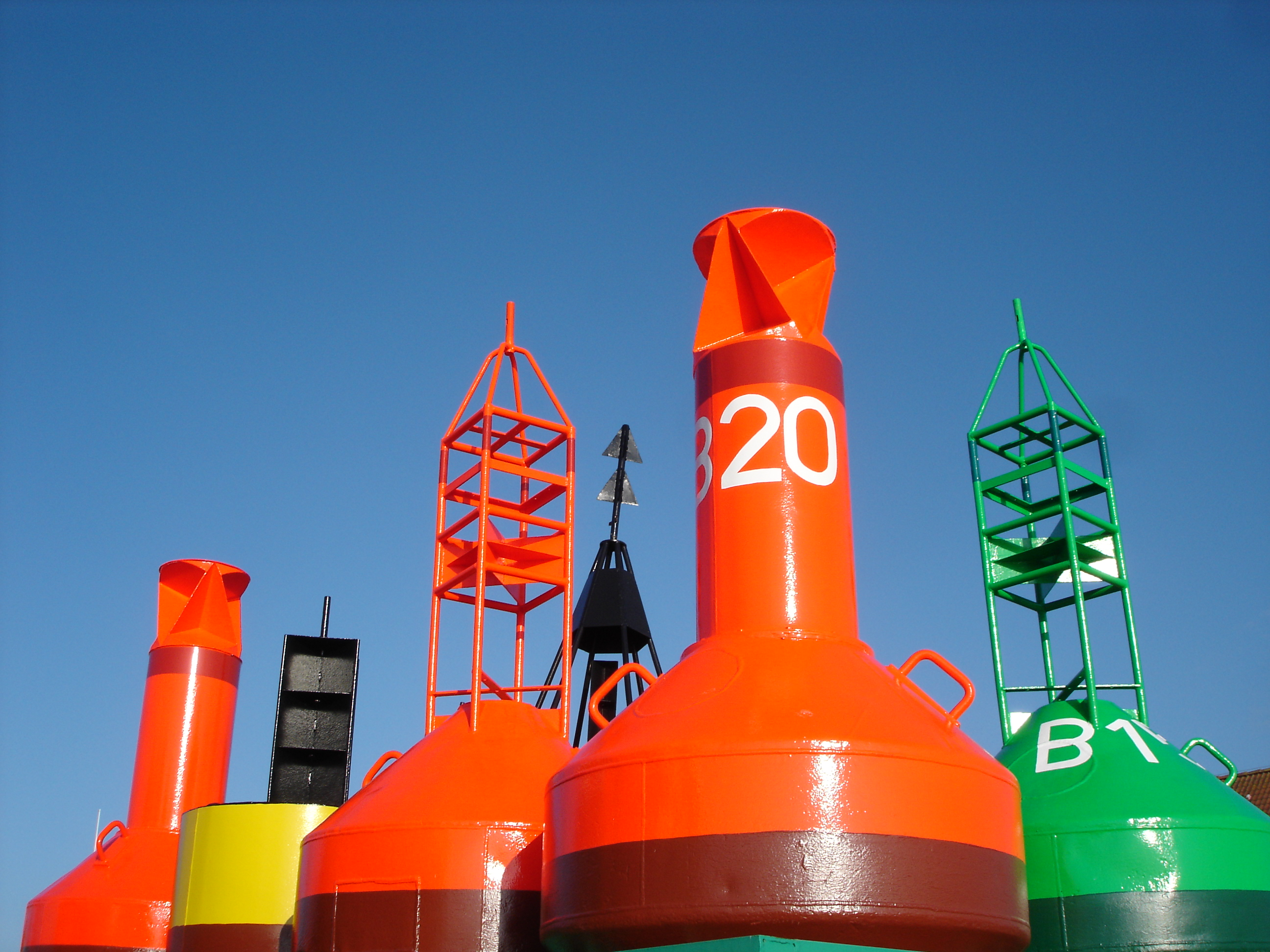
Bóják sarokreflektorokkal
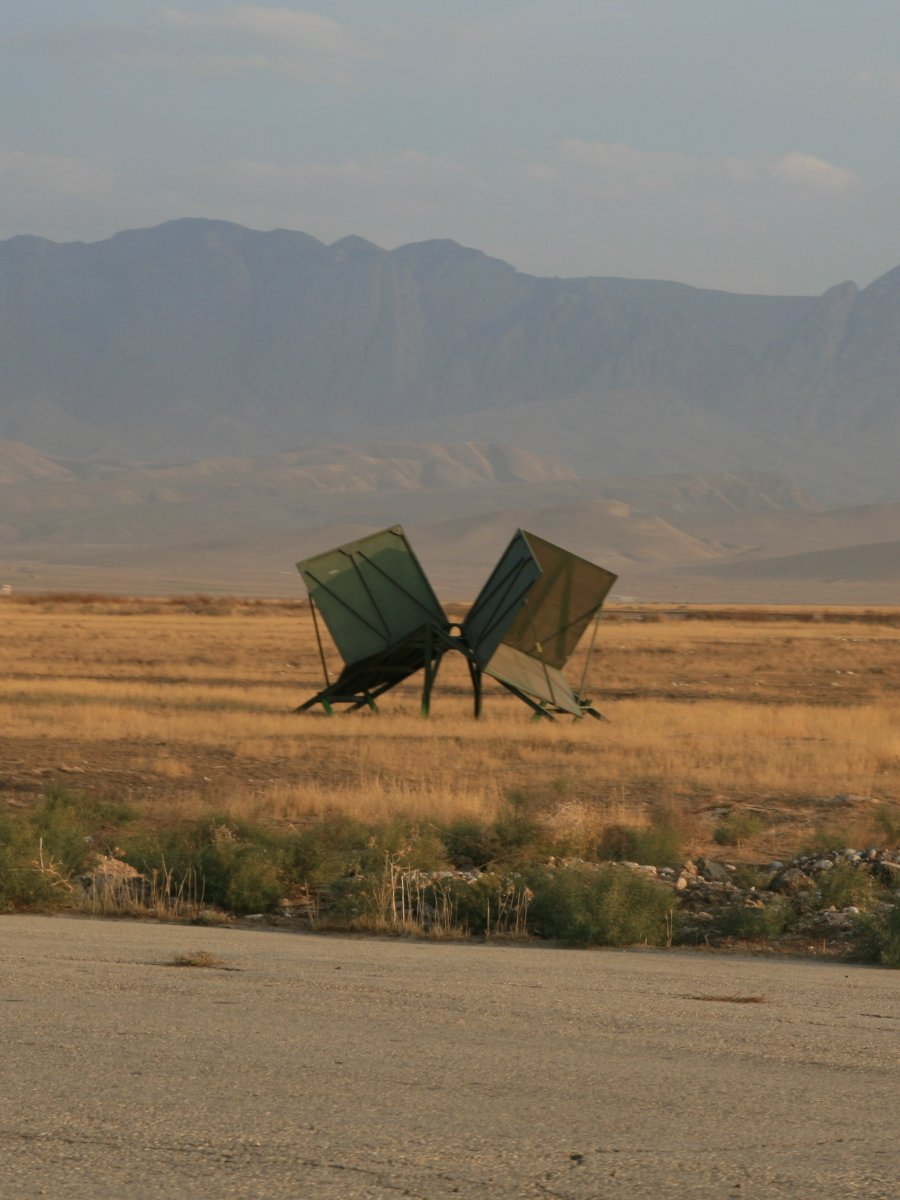
Radarreflektor repülőtéren
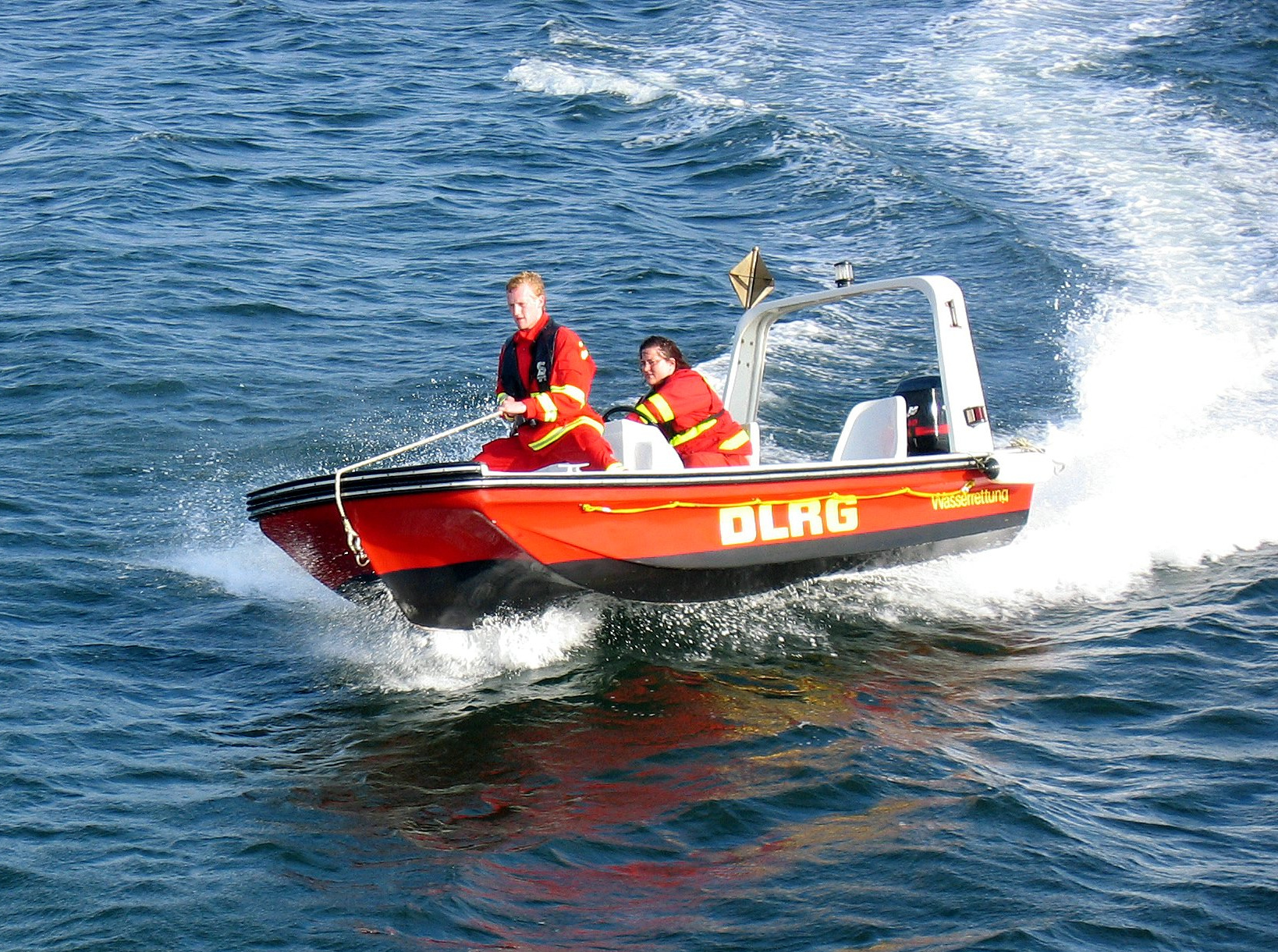
Sarokreflektor hajón

### Geodéziai eszközök
A hármasszögletet gyakran használják a geodéziai mérőeszközökhöz fényvisszaverőként. Például a lézeres távolságmérők, illetve az ilyen távmérőt is tartalmazó mérőállomások visszaverő eszköze általában ilyen hármasszöglet, amelyet megfelelő tokozásban többnyire állványon rögzítenek. Ezek a távmérő által kibocsátott, infravörös fényimpulzust a távmérő érzékelője felé verik vissza. A távmérő megméri a fény futási idejét, és a levegőbeli fénysebesség alapján akár néhány milliméter pontossággal
képes a távmérő és a visszaverő prizma közti távolság meghatározására.
Hármasszögletek egymáshoz illesztésével olyan prizma is kialakítható, amely minden irányból biztosítja a visszatükrözést (360°-os prizma). Az ilyen prizmán a hármasszögletek elrendezése hasonló a bójákon látható sarokreflektorok elrendezéséhez.

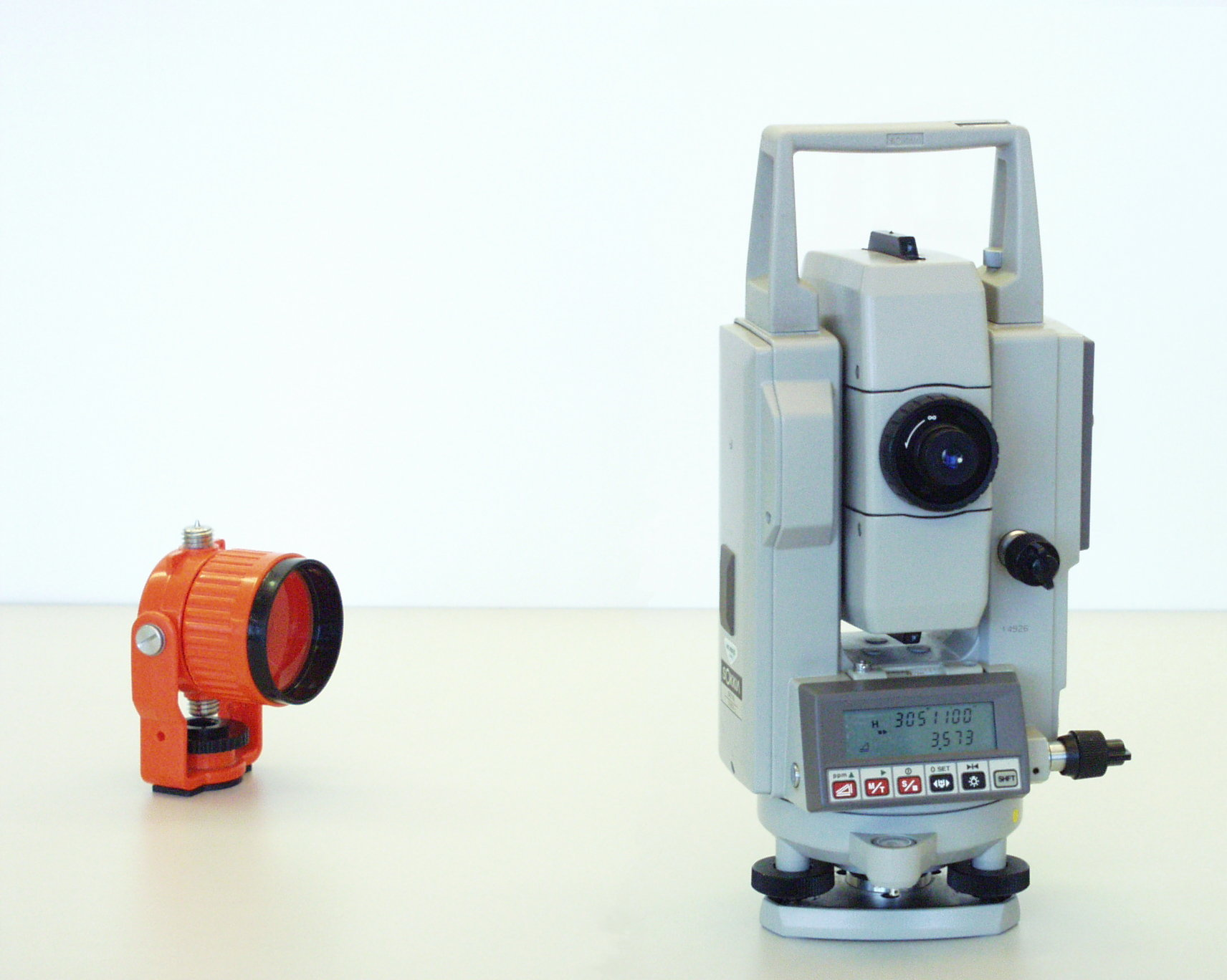
Lézeres távmérő és hármasszöglet
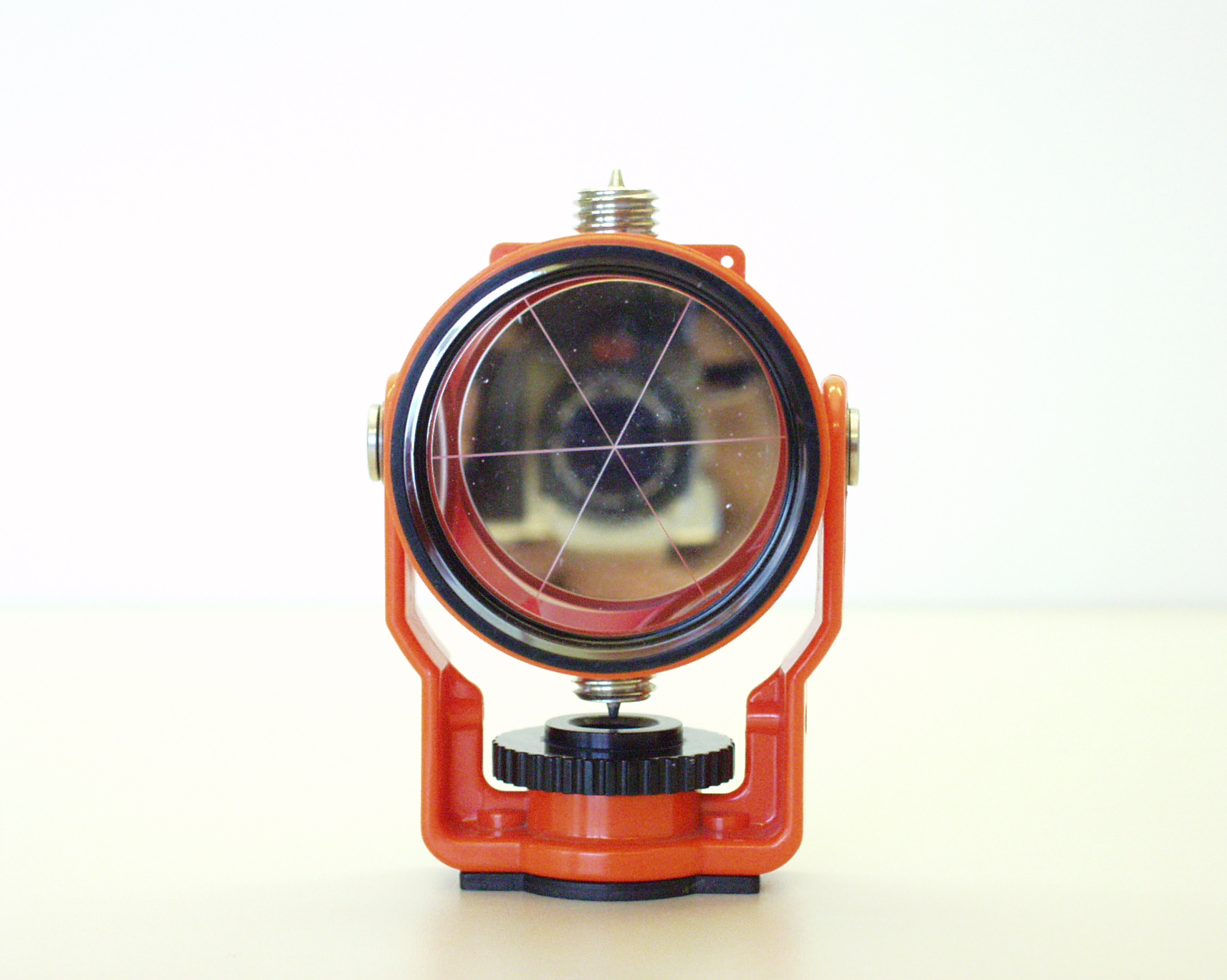
Hármasszöglet
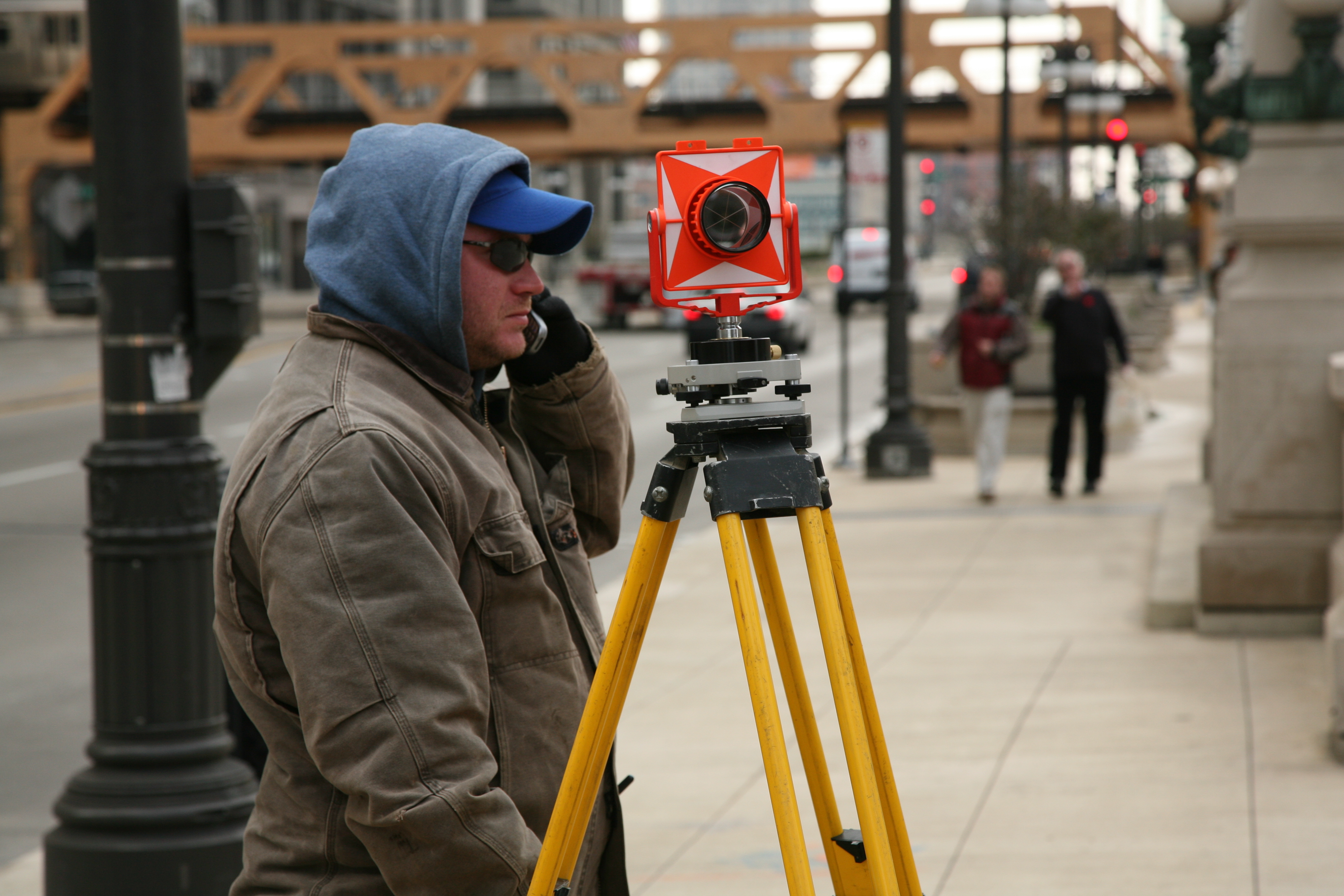
Hármasszöglet állványon
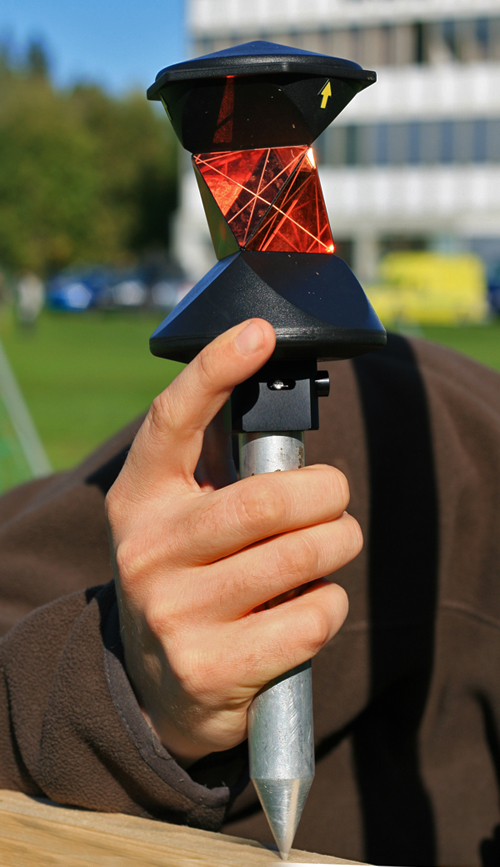
360°-os prizma

Az amerikai Apollo–11 űrhajósai egy olyan lézertükröt vittek magukkal a Holdra, amely négyzetes elrendezésben 100 db hármasszögletet tartalmazott.
Ezt a Hold felszínén úgy helyeztek el, hogy a lézertükör nagyjából a Föld felé nézett.
A Földről lézertükörre bocsátott lézerfényt a hármasszögletek a kibocsátás helye felé verik vissza. A fény futásideje néhány pikoszekundum pontossággal megmérhető, így a Föld–Hold távolság milliméter pontossággal meghatározható.
Később az Apollo–14 és Apollo–15 űrhajósai is elhelyeztek egy-egy hasonló lézertükröt a Holdon. Az Apollo–14 lézertükre szintén 100 db hármasszögletet tartalmazott négyzetes elrendezésben, az Apollo–15 tükre viszont már 300 db hatszöges elrendezésben elhelyezett hármasszögletből állt.
A szovjet Lunohod-program keretében 1971-ben és 1973-ban a Holdra juttatott Lunohod–1 és Lunohod–1 holdautókon is elhelyeztek egy-egy lézertükröt, melyek mindegyikét 14 db hármasszögletből alakították ki.
Mivel a lézertükrök passzív eszközök (működésükhöz nincs szükség energiára), tovább a Holdnak nincs légköre, így a tükröket nem lepi be szálló por, ezért ezek az eszközök 40 év óta folyamatosan működőképesek. A velük végzett egyre pontosabb mérések alapján tudjuk, hogy a Hold évente 3,8 centiméterrel távolabb kerül a Földtől.

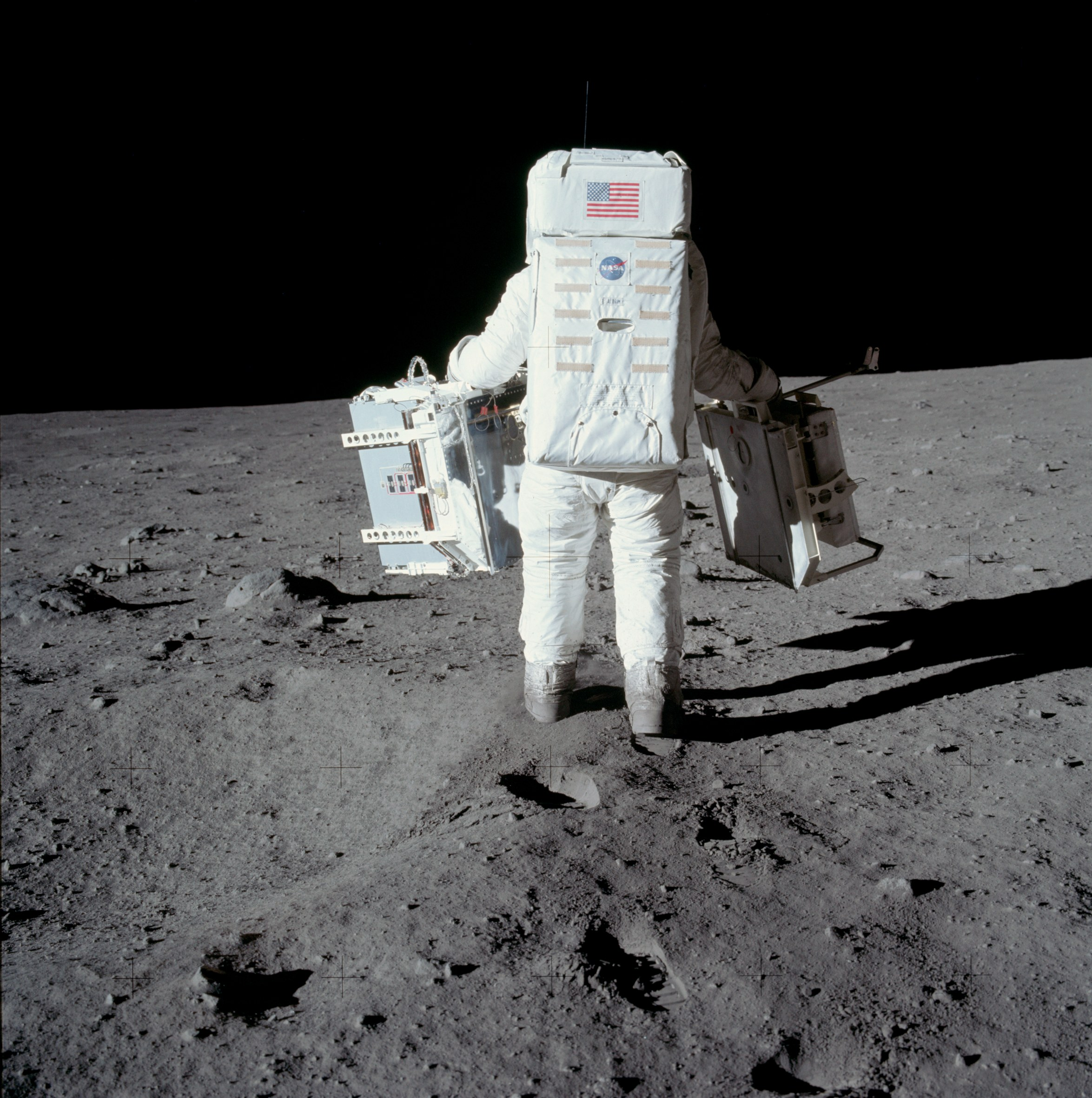
A lézertükör Aldrin jobb kezében (Apollo–11)
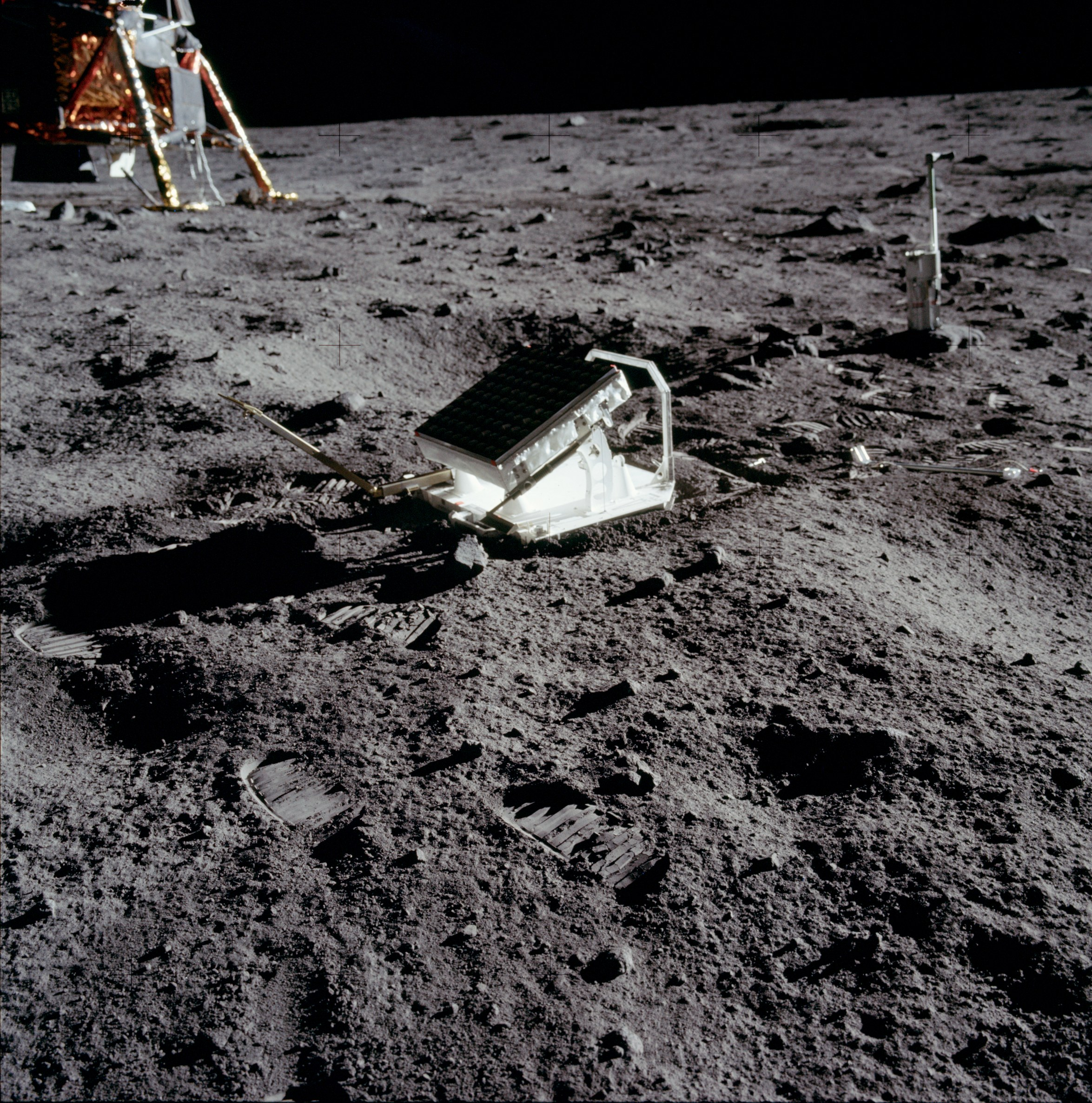
Lézertükör a Holdon (Apollo–11)
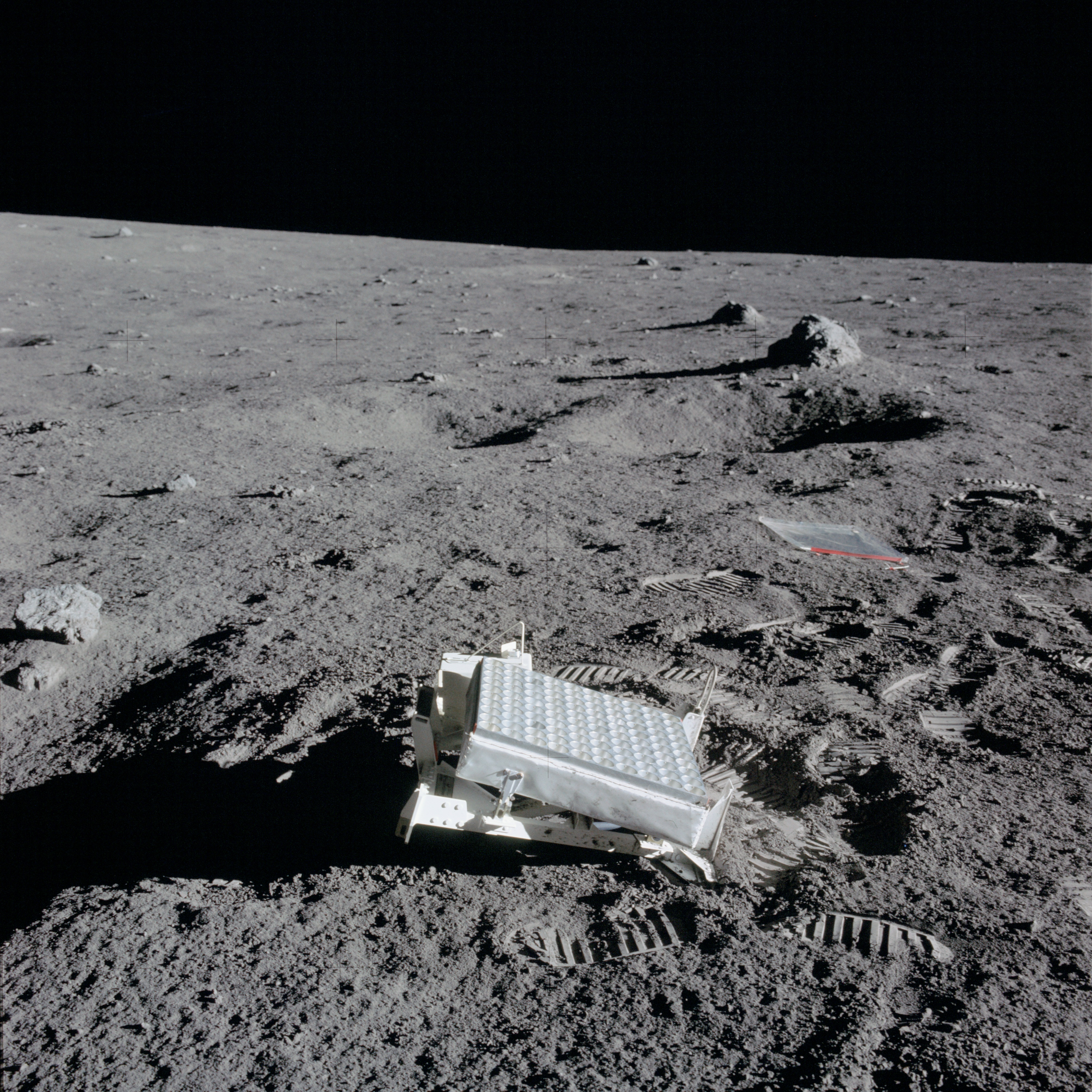
Lézertükör a Holdon (Apollo–14)
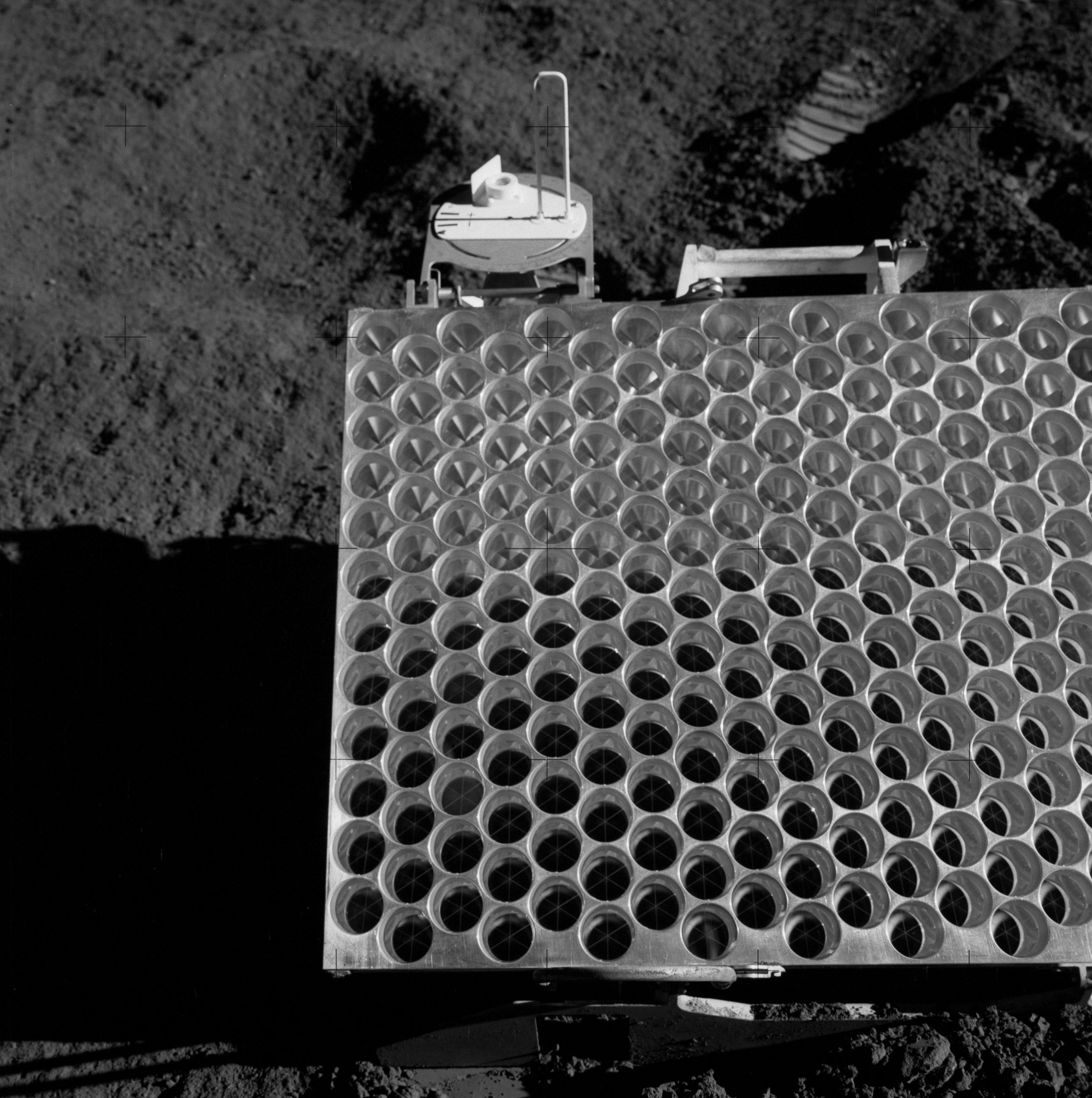
Lézertükör a Holdon (Apollo–15)

A gömb alakú LAGEOS (Laser Geodynamics Satellites) műholdakat geodéziai és geofizikai célokra tervezték. Átmérőjük 60 cm, felületükön 426 hármasszögletet helyeztek el.
A LAGEOS–1 műholdat 1976-ban, a LAGEOS–2 műholdat 1992-ben állították mintegy 6000 km magas pályára.
A Föld felszínéről kibocsátott lézerfényt a műhold a kibocsátási hely felé tükrözi vissza. A fény futási idejét megmérve a műhold pozíciója centiméter pontossággal meghatározható. Ezekből a mérésekből következtetni lehet a Föld pontos alakjára (geoid).

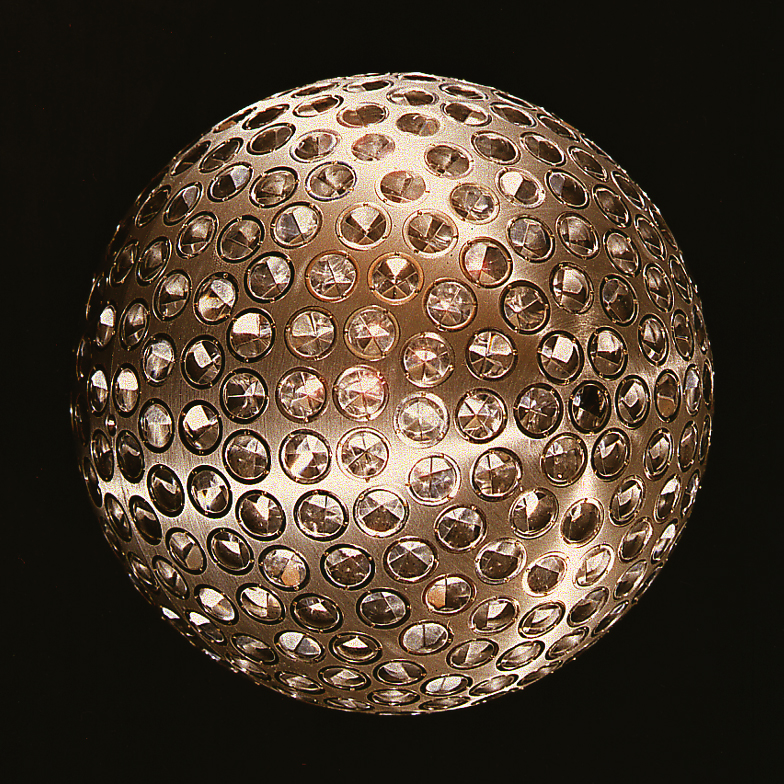
A LAGEOS műhold
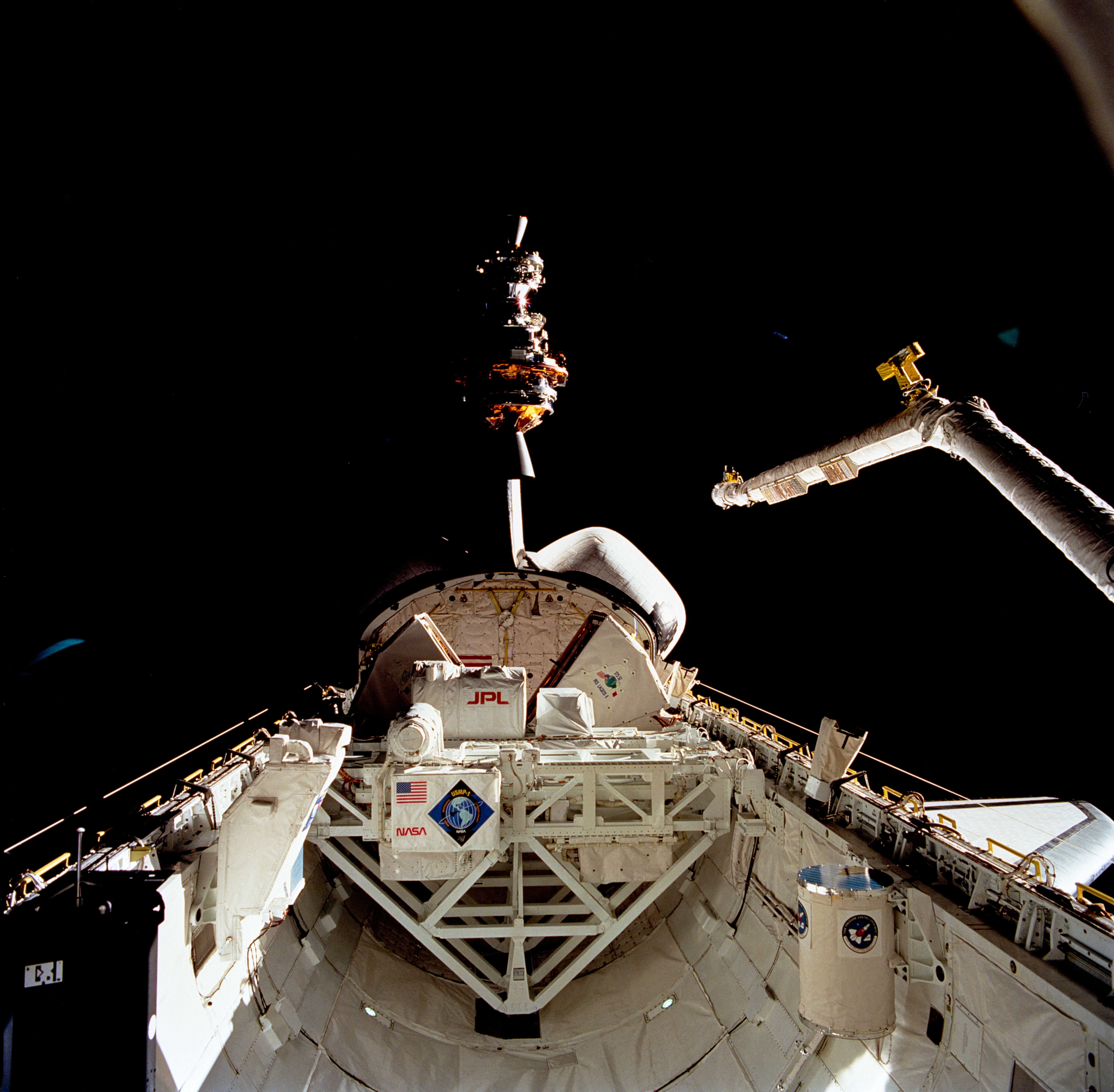
A LAGEOS–2 indítása a Columbia űrrepülőgépről

### Fényvisszaverő prizmák a közlekedésben
A hármasszögletekből mozaikszerűen felépülő fényvisszaverő prizmát (köznyelvben macskaszemet) gyakran használják járműveken. Ezek napjainkban átlátszó műanyagból készülnek, anyagukat azonban gyakran színezik, ezért a visszatükrözött fény színes lesz. Újabban (öntapadó) műanyag hordozófólián mikroprizmákból (hármasszögletekből) álló, hajlékony fényvisszaverő felület is kialakítható. Ezek a beeső fénynek akár a 80%-át is képesek visszatükrözni.
A járműveken elhelyezett fényvisszaverő prizma a beeső fény nagy részét a beesés szögétől függetlenül a fényforrás felé tükrözi vissza. Így például ha egy jármű fényszórója megvilágítja az előtte haladó kerékpár hátsó prizmáját, akkor a prizma (a helyzetétől függetlenül) a fény nagy részét a jármű(vezető) felé veri vissza. A fényvisszaverő prizmák ezért sötétben jelentősen javítják a járművek láthatóságát. A járművekre szerelt fényvisszaverő prizma színét hatósági előírások szabályozzák. Magyarországon elől fehér, hátul vörös, oldalt sárga fényvisszaverő helyezhető el.
A láthatóság javítása érdekében helyeznek el fényvisszaverő prizmákat út menti, vagy az útszelvénybe benyúló akadályokon is. (Pl. oszlopokon, korlátokon, sorompón stb.)

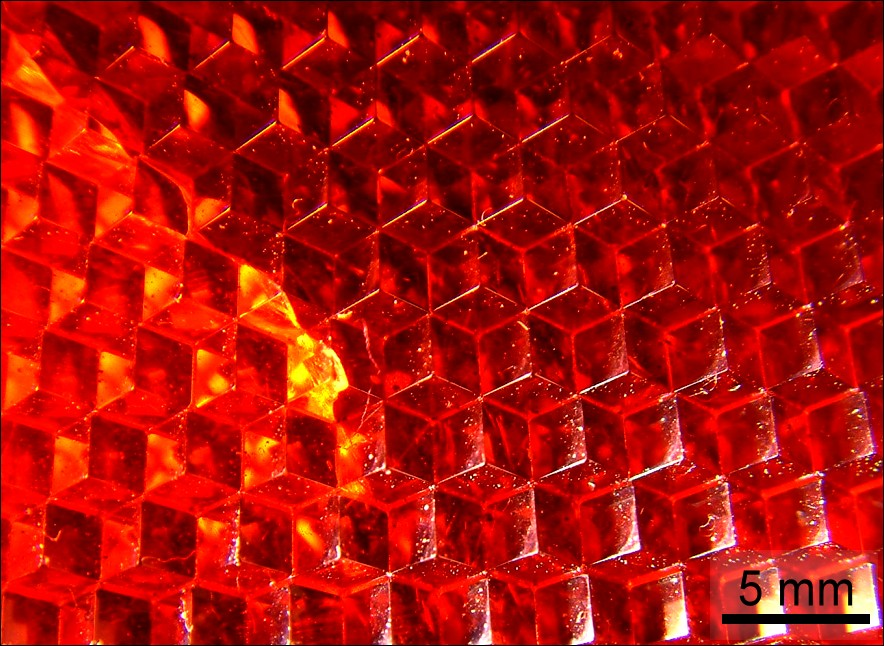
„Macskaszem” közelről
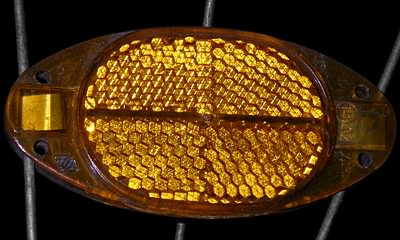
„Macskaszem” kerékpáron
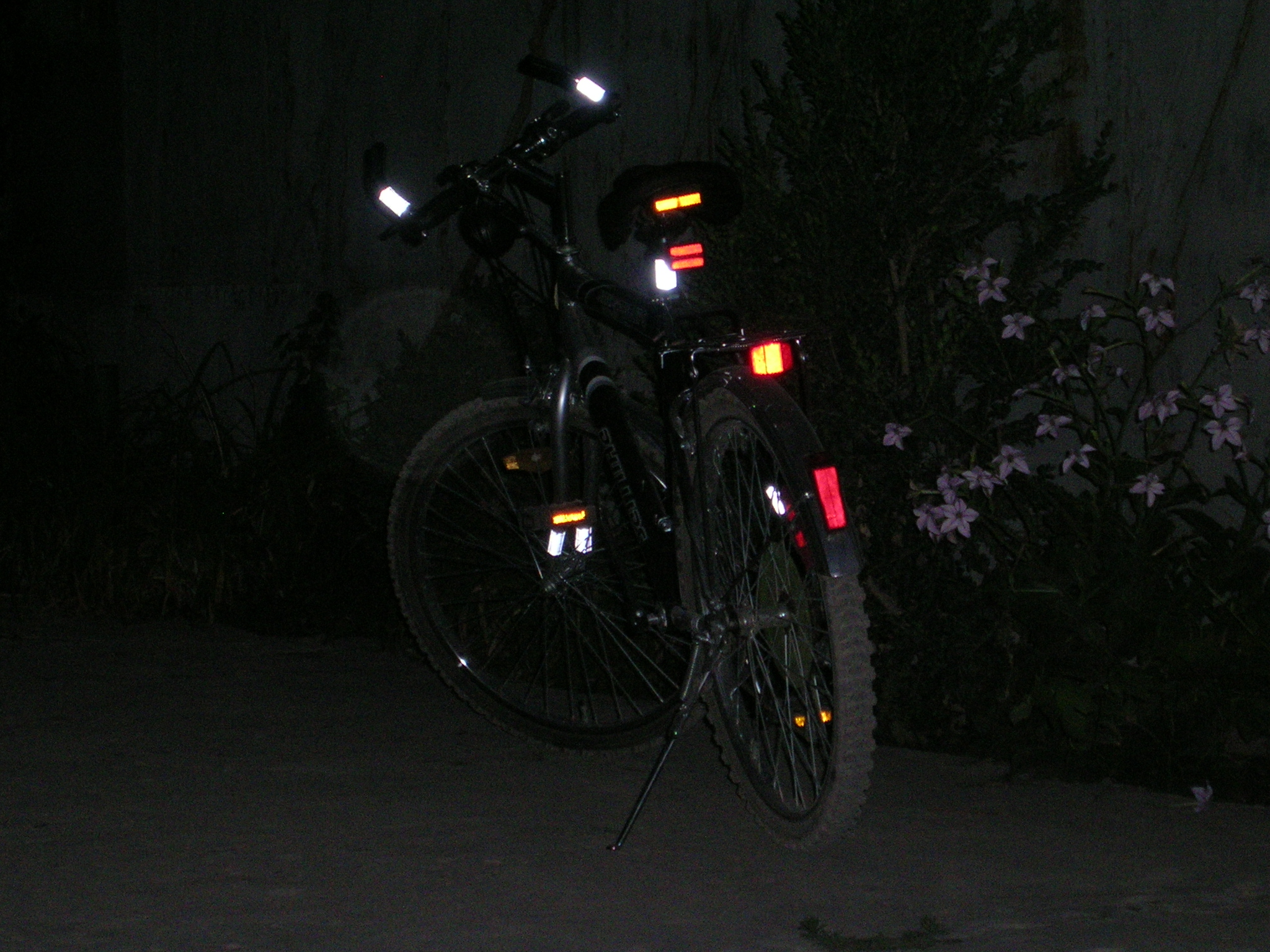
Kerékpár sötétben
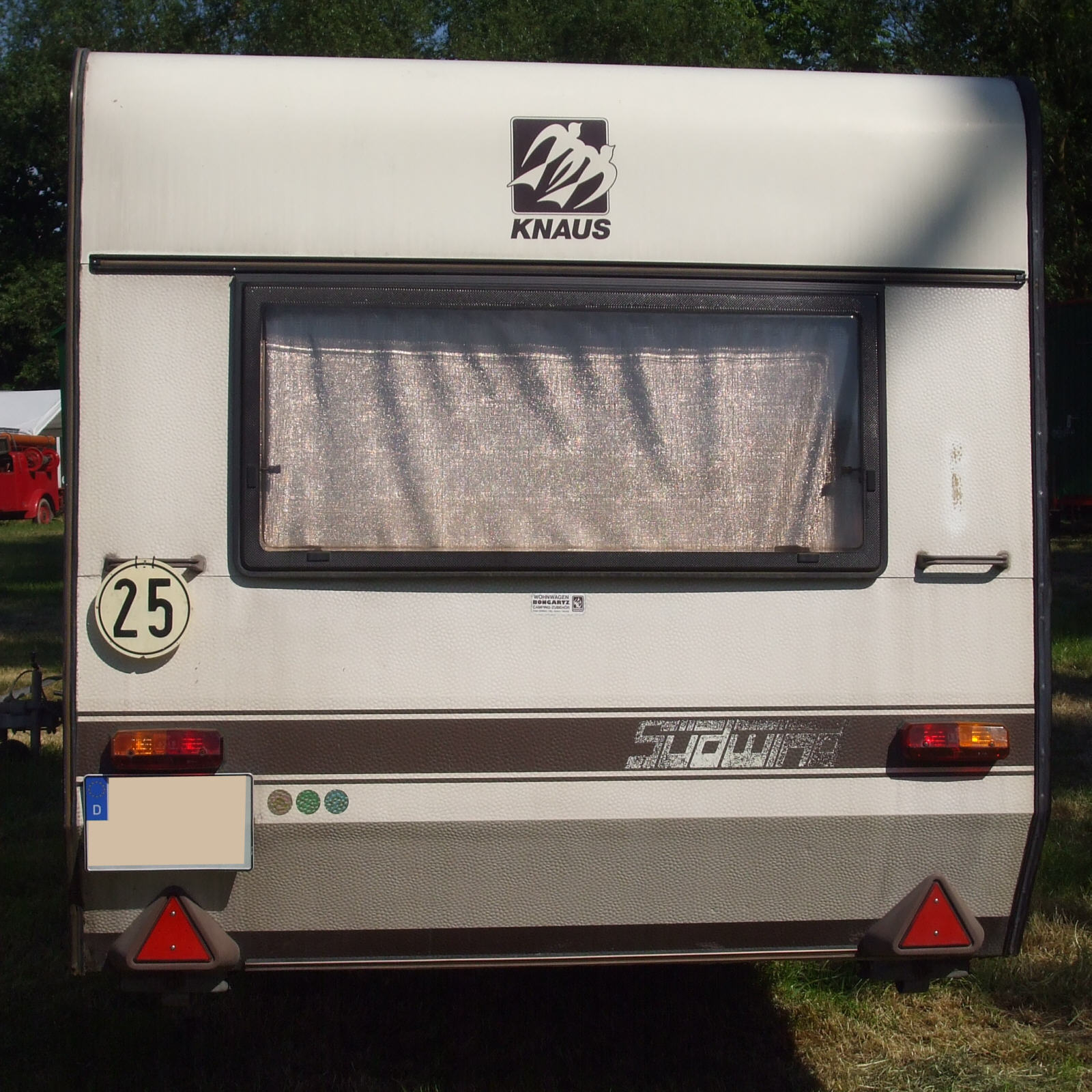
Háromszög alakú prizmák lakókocsin
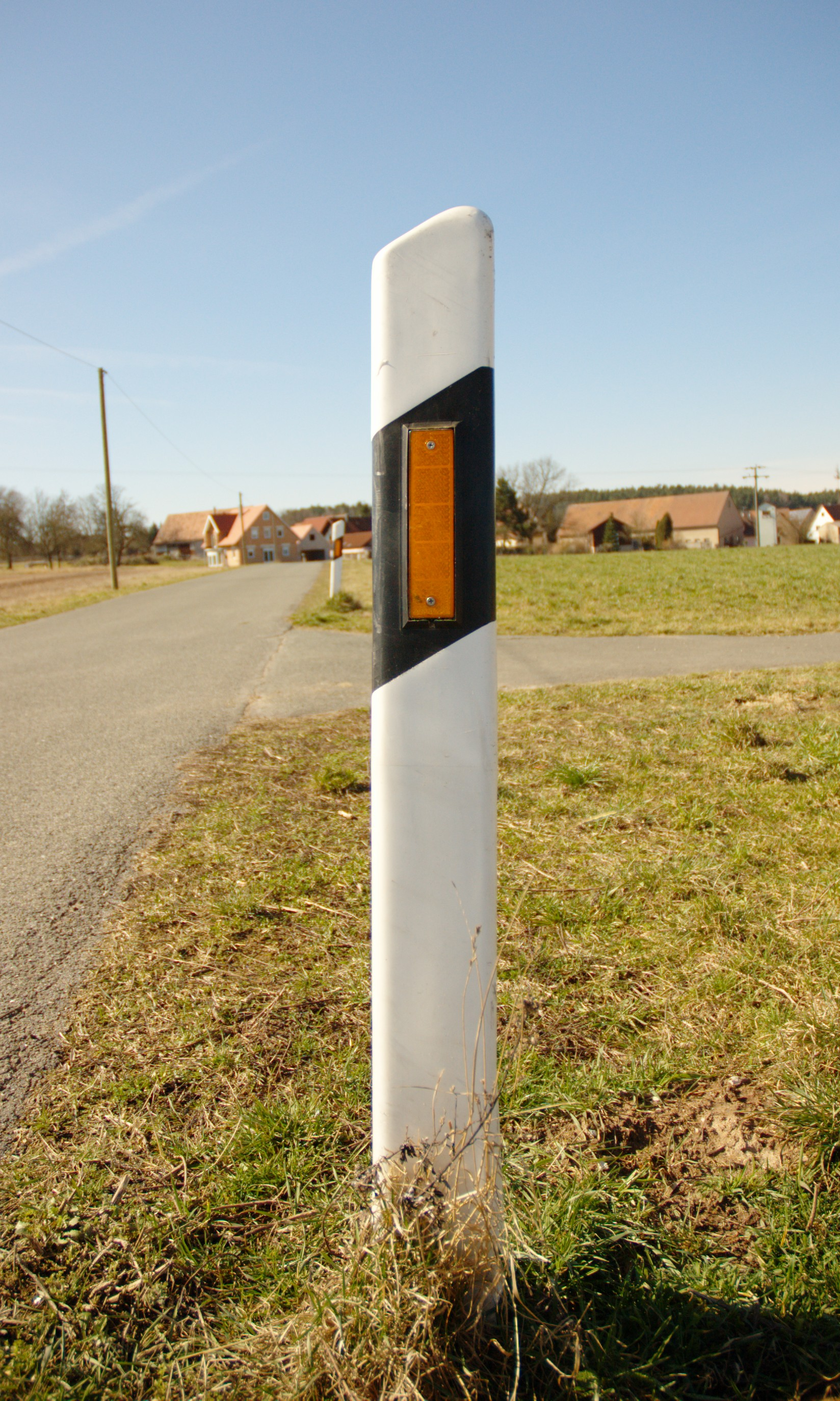
Fényvisszaverő prizma útszéli jelzőoszlopon
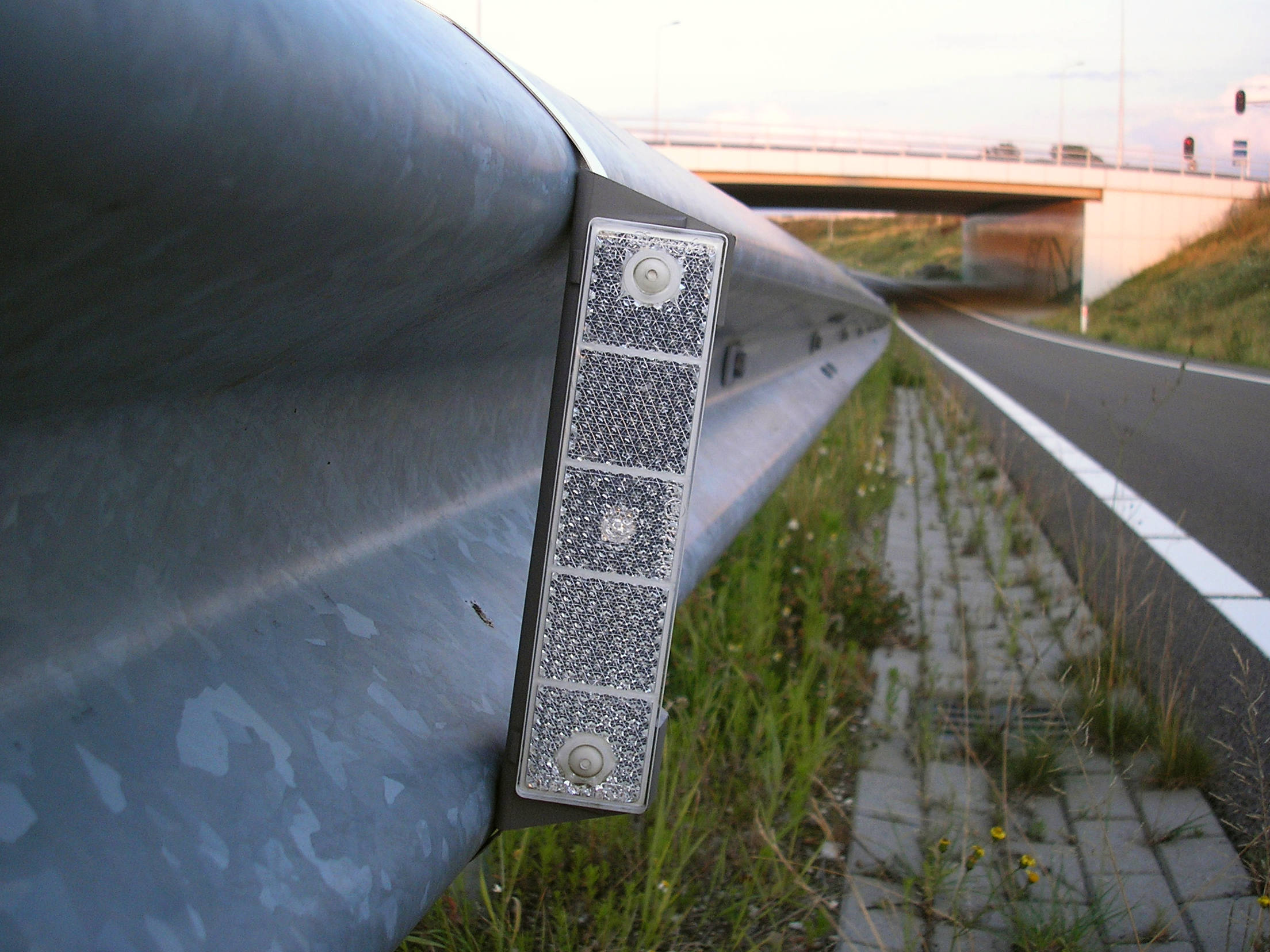
Fényvisszaverő prizma szalagkorláton
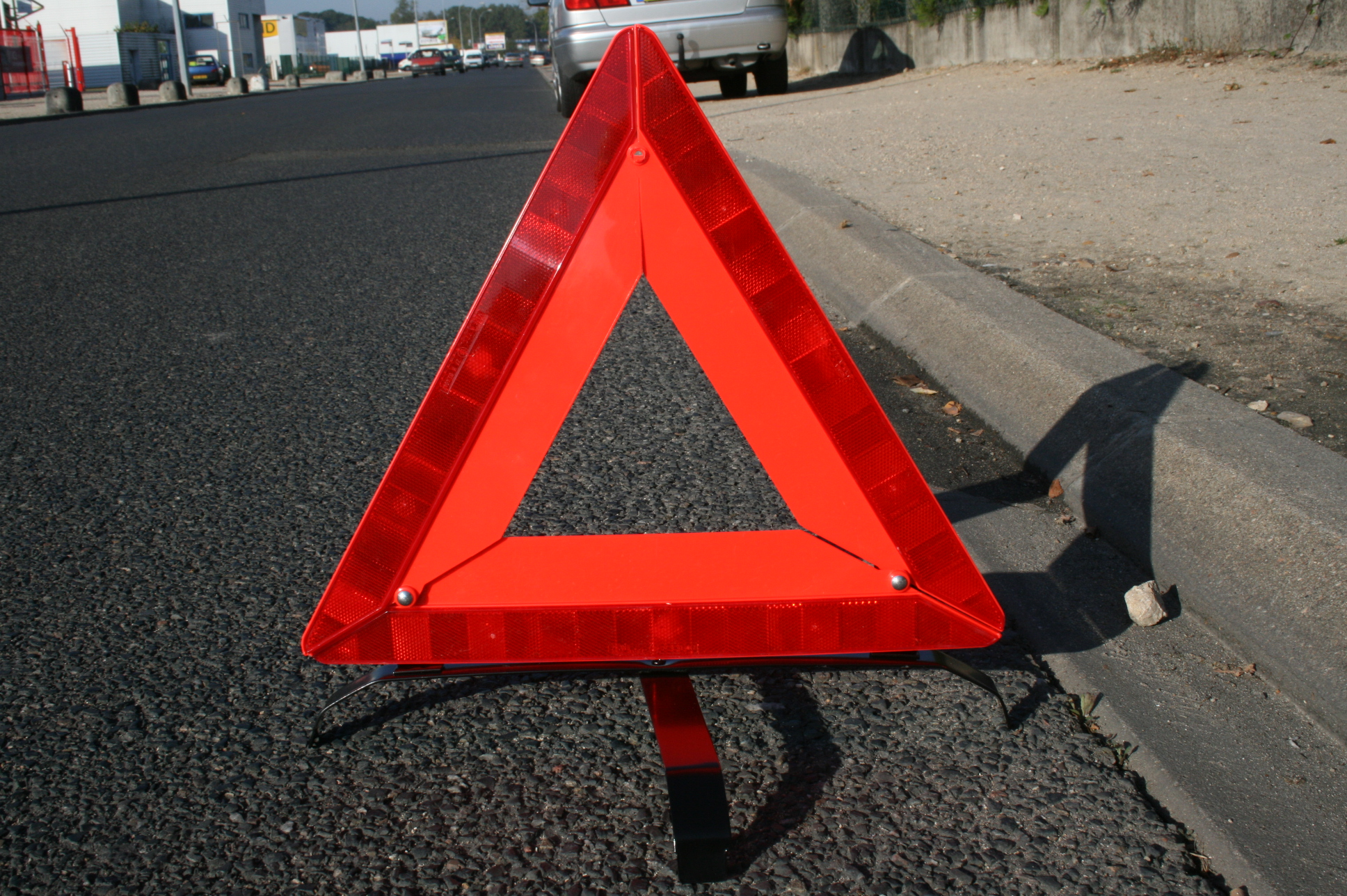
Fényvisszaverő prizmák elakadásjelzőn

### Fényvisszaverő fóliák, fényvisszaverő festés
Az átlátszó anyagból készült gömb (ha hátsó oldalán, illetve közvetlenül mögötte fényvisszaverő réteg van) a rá eső fény nagy részét a fényforrás felé tükrözi vissza. (Részletesen a Fényvisszatükrözés gömbfelületen szakaszban.) Így ha a frissen festett felületre apró üveggyöngyöket visznek fel, akkor a festék és a felületébe beágyazódott gyöngyök egy visszatükröző felületet alkotnak. Alaprétegként textilt, papírt vagy műanyag fóliát használva különféle hajlékony fényvisszaverő felület (szalag, fólia stb.) is kialakítható. Az ilyen fényvisszaverő felületek hátoldala öntapadó ragasztófelülettel is ellátható.
A textil alapú fényvisszaverő felületeket gyakran használják munkaruhákon (tűzoltóknál, rendőrségnél, építőiparban stb.), így sötétben vagy rossz látási viszonyok között a láthatóság lényegesen növelhető. Ugyanezen okból helyeznek el ilyen textil alapú fényvisszaverő felületeket gyermekek (felső)ruházatán, sportruházaton, táskákon, hátizsákokon, (sport)cipőkön stb. Textil alapú fényvisszaverő felület a gyöngyvászon is, amelyet elsősorban fényszegény vetítőberendezésekhez (régebbi diavetítőhöz, írásvetítőhöz, episzkóphoz, projektorhoz stb.) használtak. A gyöngyvászon a visszatükröző felület miatt a vetítés irányából nagy fényerőt biztosít, de oldalról gyengébb a láthatóság, mint a közönséges vetítővászonnál vagy fehér falfelületnél.
A közlekedési táblákon, járműveken általában öntapadó ragasztófelülettel ellátott fényvisszaverő fóliákat alkalmaznak. Ezeknél a festék színes is lehet, így különféle színű visszatükröző felület is kialakítható.
Az útburkolati jelek festésénél a festékrétegre hintett üveggyöngyök segítségével alakítható ki visszatükröző felület, emiatt a jelek láthatósága (száraz időben) jelentősen megnő. (Esőben a vizes útfelületről a fény nagy része a szabályos fényvisszaverődés törvényének megfelelően verődik vissza, mert az üveggyöngyök visszatükröző hatása az őket befedő vízréteg miatt nem érvényesül. Emiatt az útburkolati jelek láthatósága ilyenkor jelentősen romlik.) Színes festéket használva különféle színű útburkolati jelek is kialakíthatók.

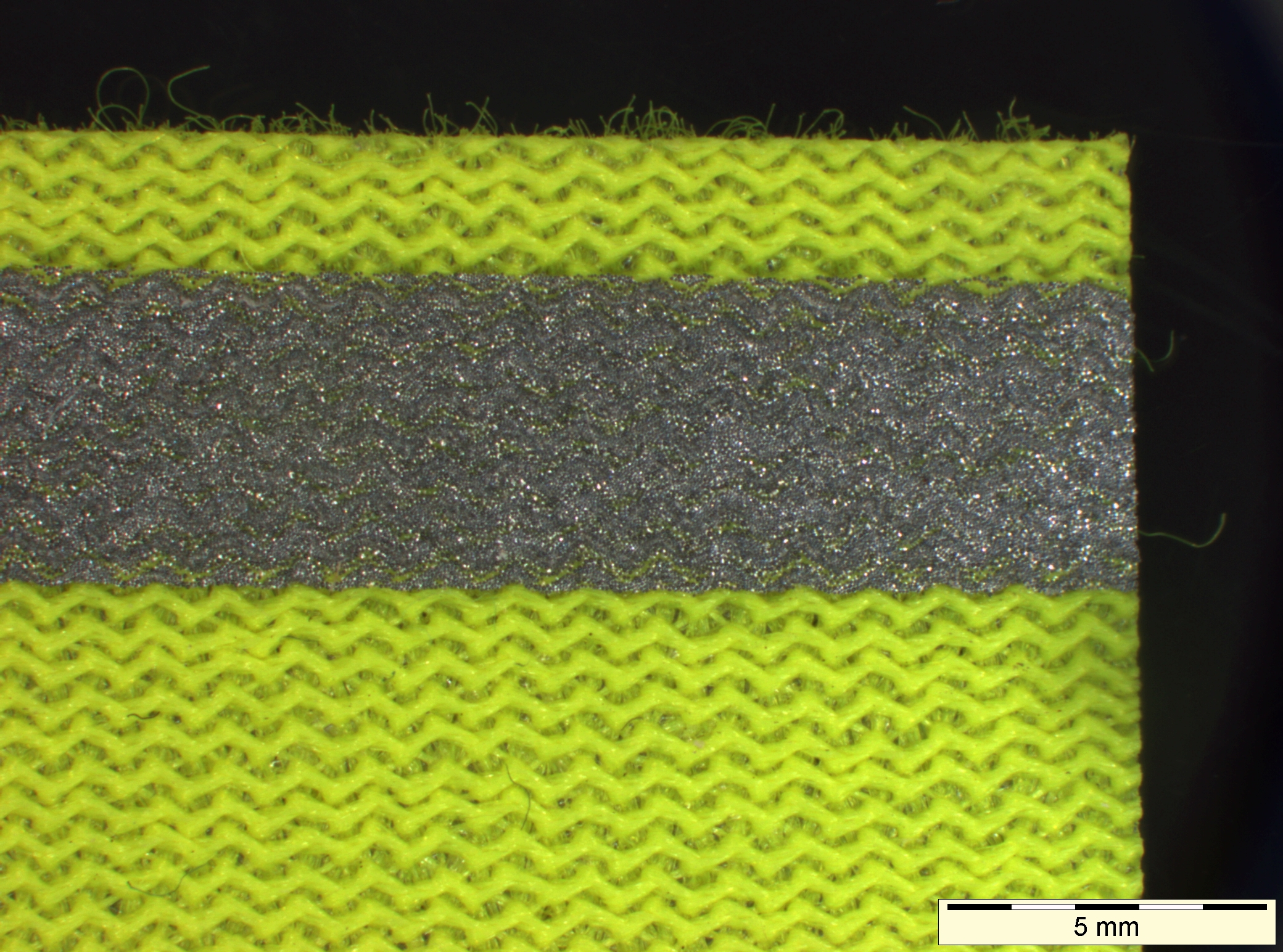
Fényvisszaverő felület textilen
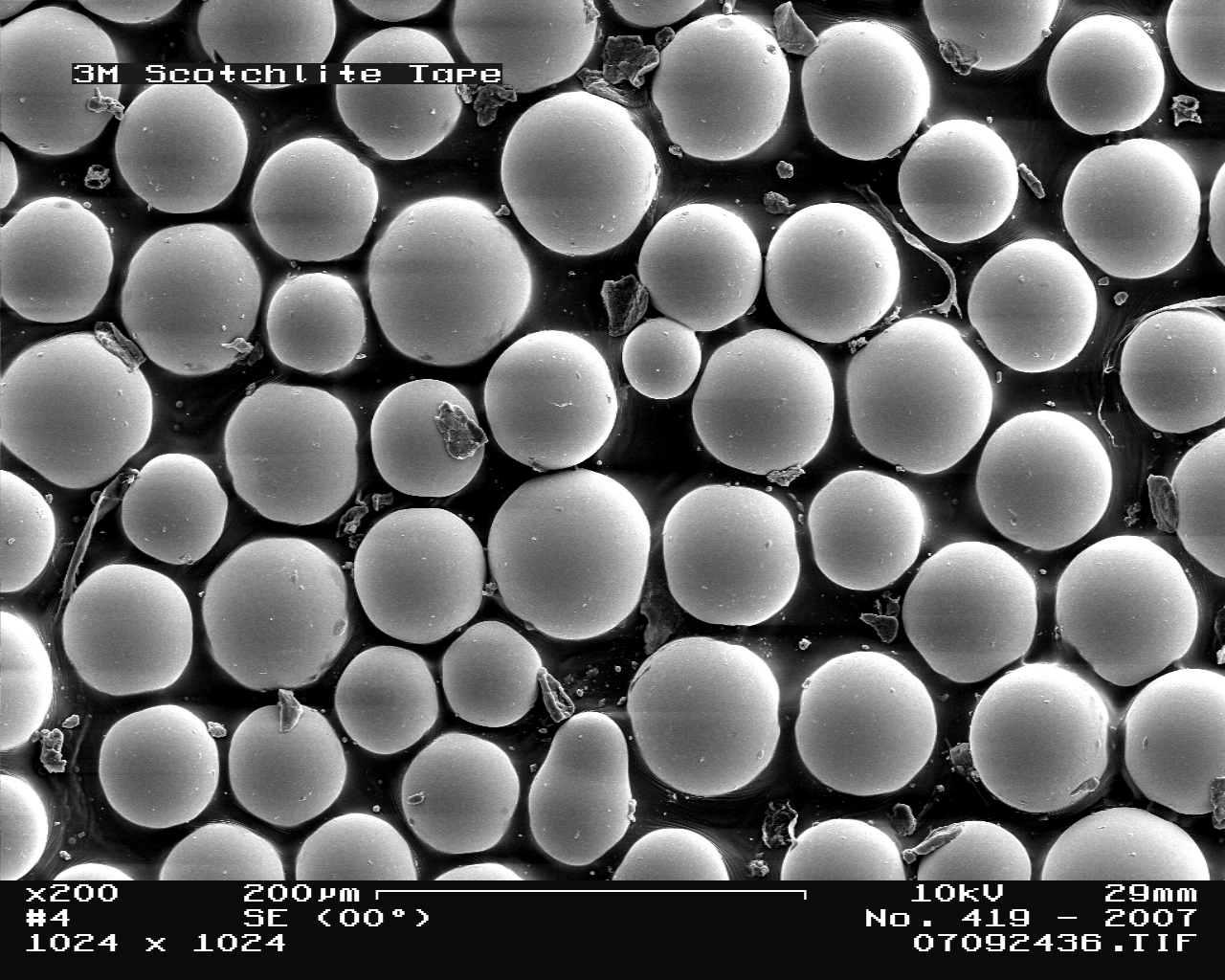
Fényvisszaverő szalag elektronmikroszkópos képe
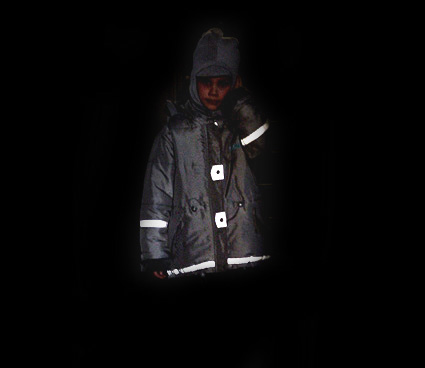
Fényvisszaverő felület kabáton
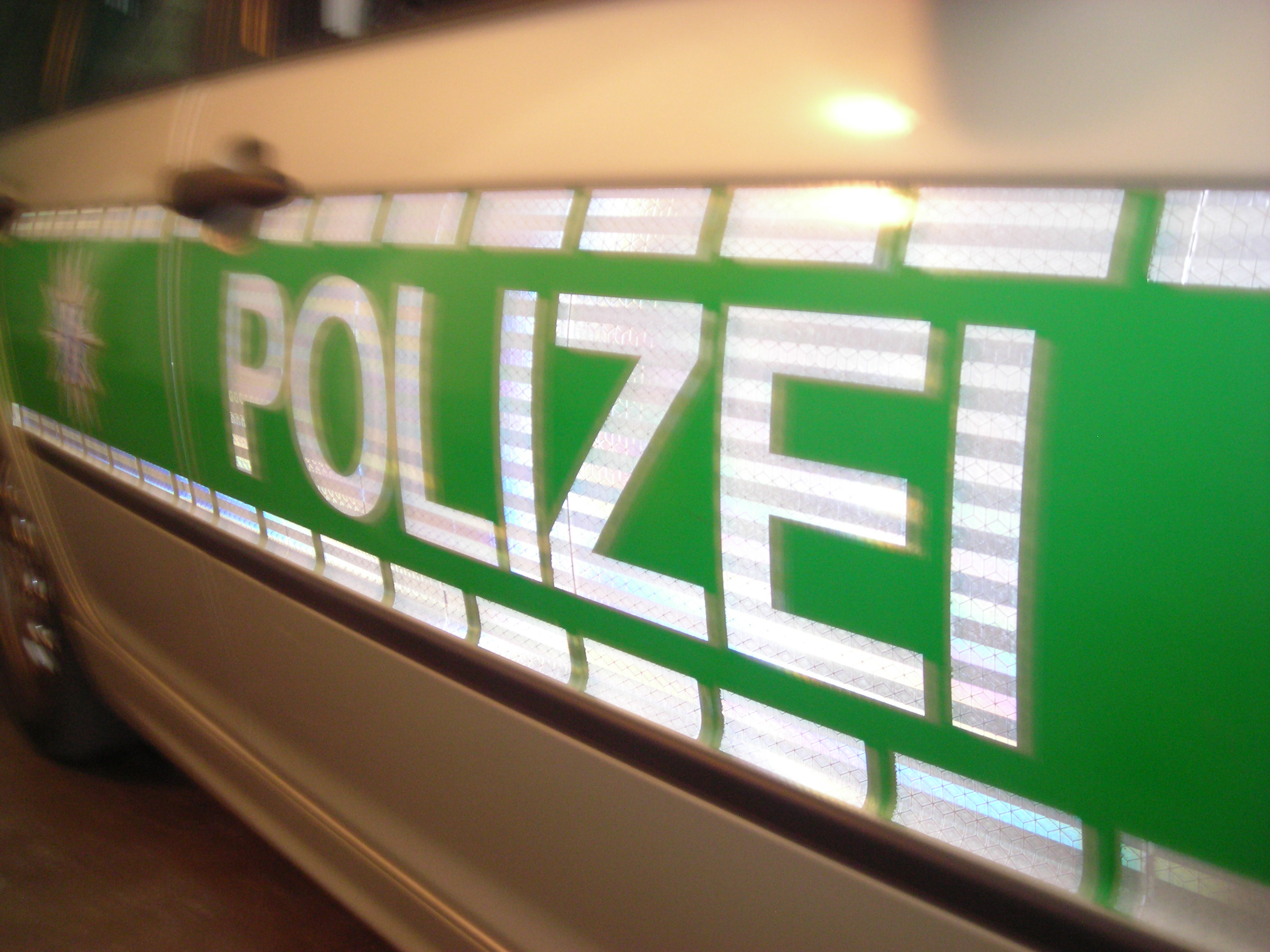
Fényvisszaverő felirat és csíkok rendőrautón
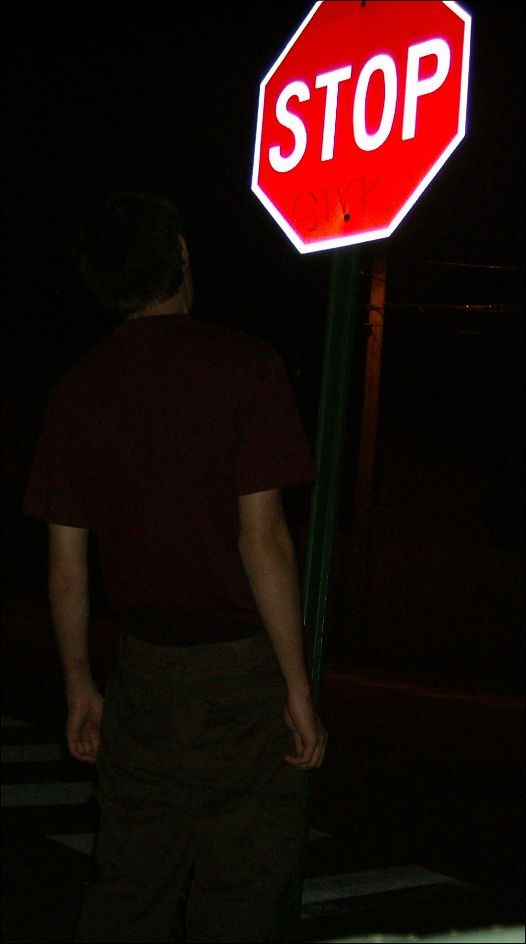
Fényvisszaverő közlekedési tábla
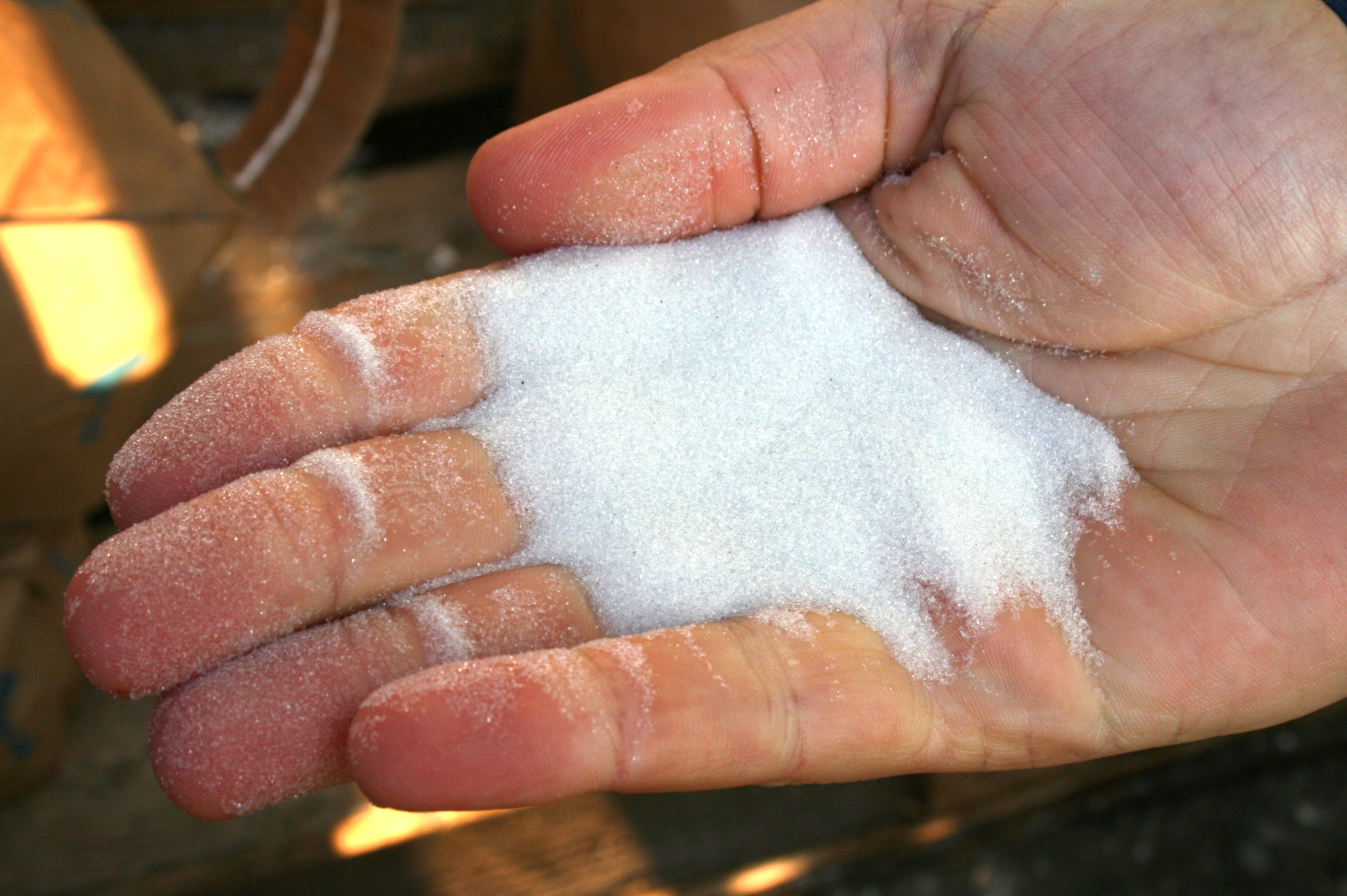
Festékbe keverhető üveggyöngy